# Postleitzahl (Deutschland)
Die Postleitzahl gibt es in Deutschland seit 1941, als im Deutschen Reich zweistellige Postleitgebietszahlen eingeführt wurden, zunächst für den Paket- und Päckchendienst. Ab 1944 galten diese Postleitgebiete auch für den Briefverkehr. Die Zahlen wurden nach dem Zweiten Weltkrieg weiterverwendet. 1962 fand in der Bundesrepublik und 1965 in der DDR ein Wechsel zu jeweils eigenständigen Postleitzahlsystemen statt. Beide Leitsysteme wurden 1993 von einem von der Deutschen Bundespost entwickelten fünfstelligen System für das wiedervereinigte Deutschland abgelöst.

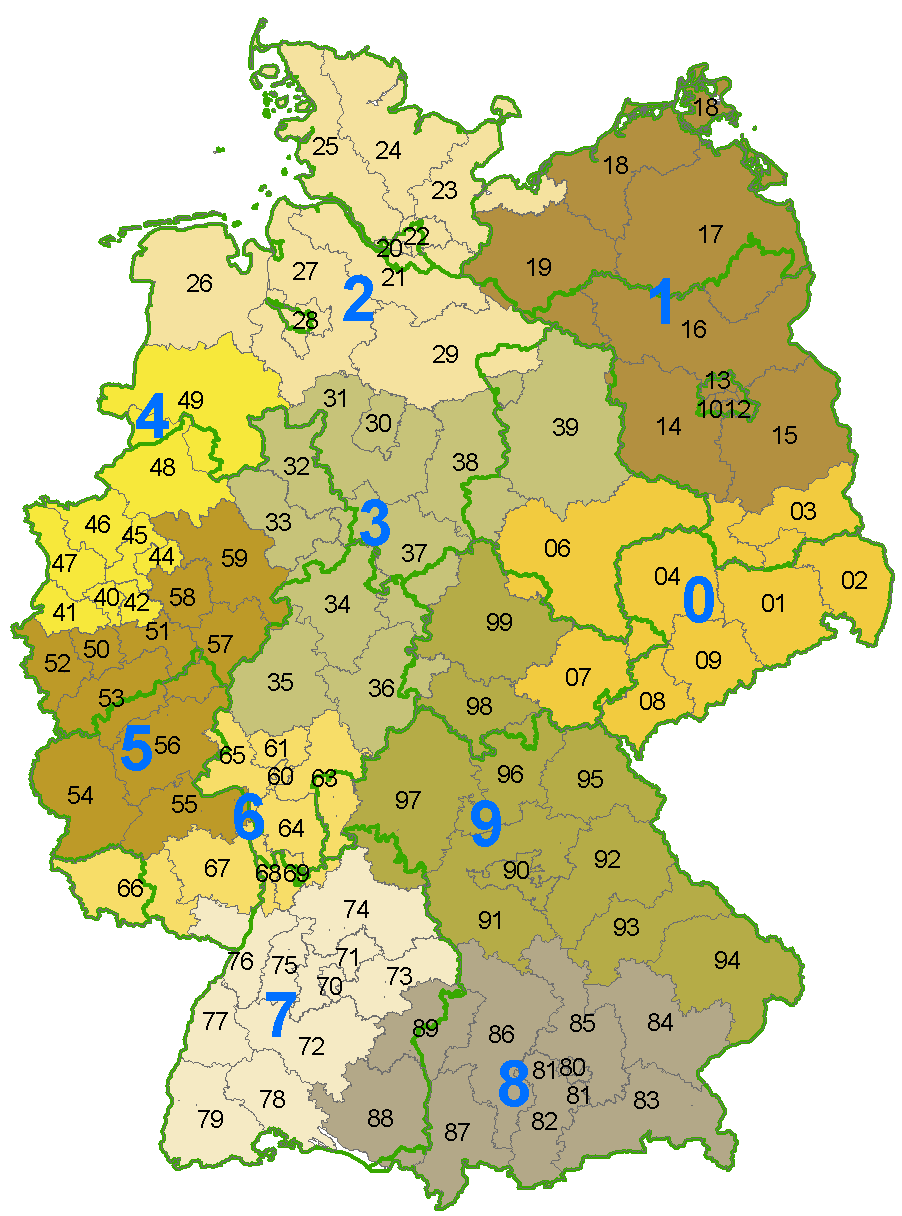
Darstellung der ersten zwei Ziffern der fünfstelligen Postleitzahl, Stand 2003 (Postleitregionen)

Die fünfstellige Postleitzahl ist eine Ziffernkombination innerhalb von Postadressen auf Briefen, Paketen oder Päckchen, die den Zustellort eingrenzt. Neben den Postleitzahlen für geografische Zustellgebiete gibt es eigene Postleitzahlen für Großempfänger und Postfächer. Für die Vergabe neuer Postleitzahlen ist die Deutsche Post AG als Nachfolgerin der Bundespost zuständig.

## Geschichte der Postleitzahlsysteme in Deutschland

### Vorläufer
Mit Hilfe von Ringnummernstempeln ermöglichte es die Verwaltung der Thurn-und-Taxis-Post zum ersten Mal 1853, Orte aus einer Region an einem Zahlenbereich zu erkennen. Ab Nummer 338, vergeben am 1. Oktober 1854 an die Post in Lehesten, sind die Nummern zufällig vergeben.
Carl Bobe gliederte 1917 Deutschland in Großräume, regionale Bereiche und örtliche Bereiche in einem Organisationsschema.

### Das ein- bis zweistellige System

#### Einführung im Deutschen Reich

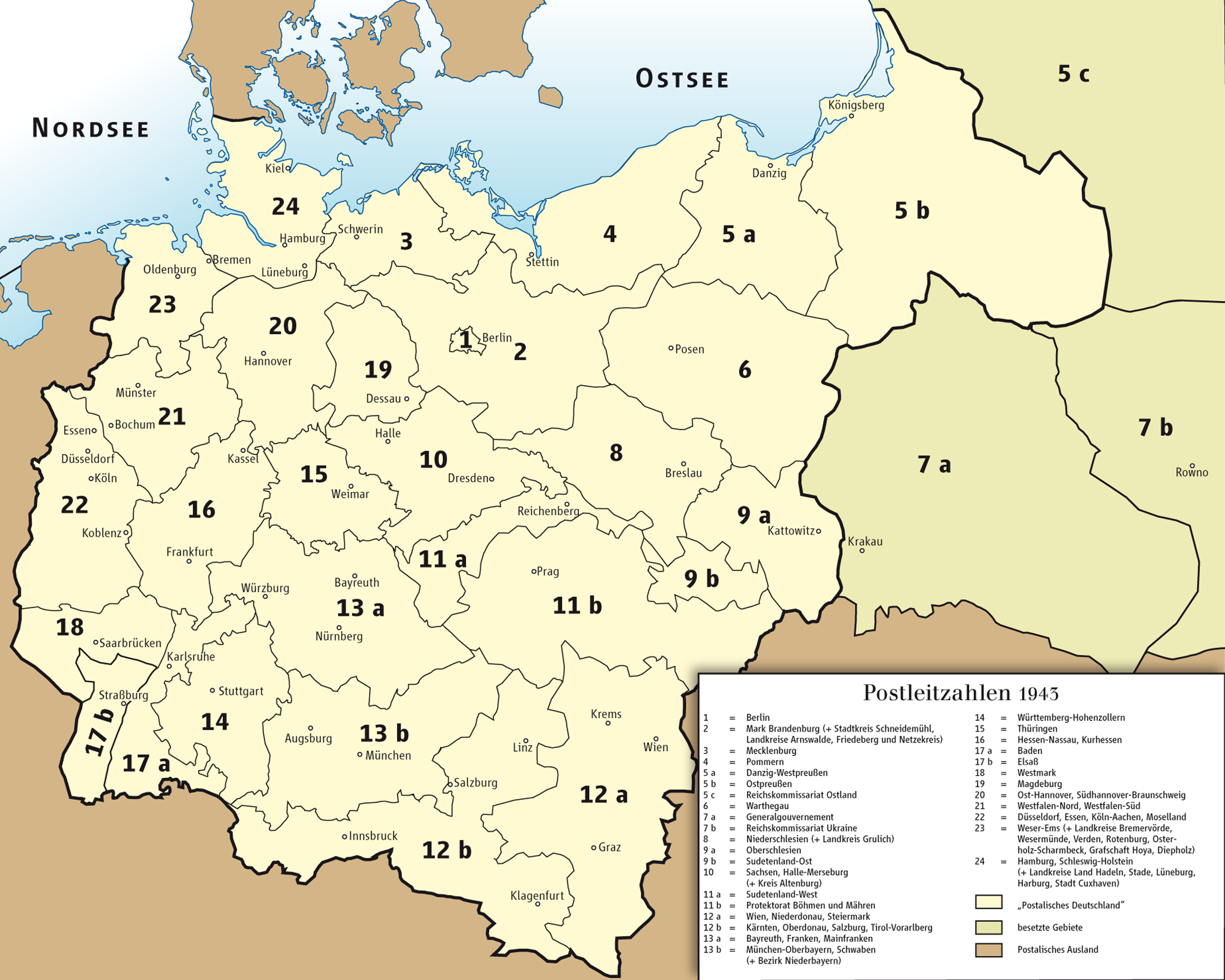
Postleitgebietskarte um 1943

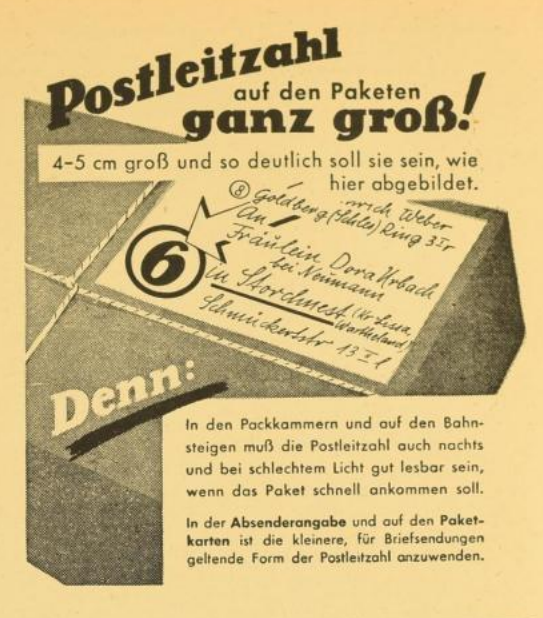
Postleitzahlen auf den Paketen ganz groß! Information zur Einführung der Postleitzahlen in Deutschland

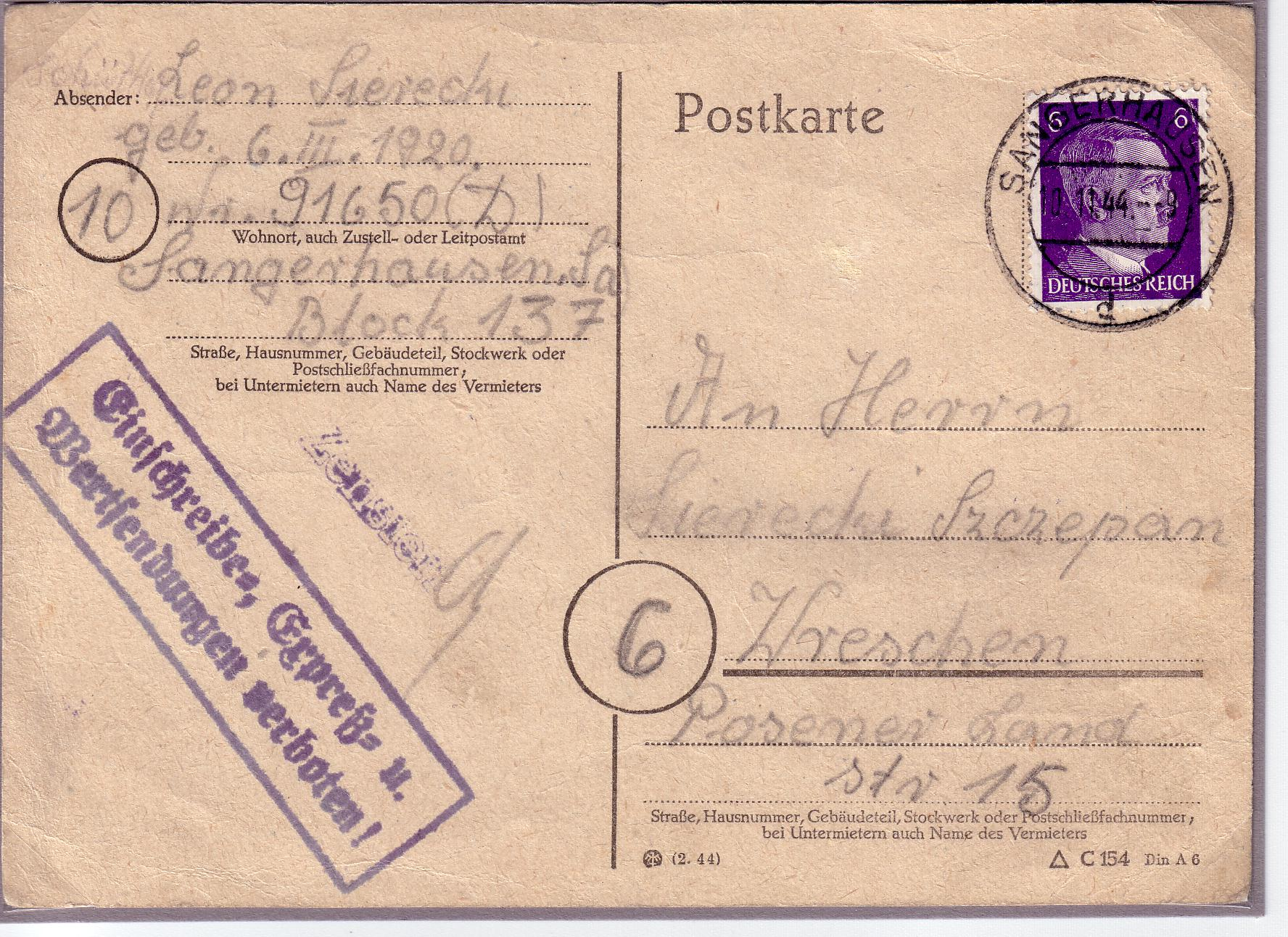
Postkarte von 1944, die beiden Postleitgebiete sind in den jeweiligen Kreisen gut zu erkennen, von (10) Sangerhausen nach (6) Wreschen

Die Einführung eines Postleitzahlensystems liegt im Zweiten Weltkrieg begründet. Während des Krieges stieg das Postaufkommen durch Feldpostsendungen und vor allem Feldpostpäckchen enorm an. Die meisten erfahrenen Postbediensteten, die die Sendungen sortierten, waren bereits zur Wehrmacht eingezogen und durch kurz angelernte Postsortierer und Fremdarbeiter mit unzureichenden geografischen Kenntnissen ersetzt worden, was zu einer deutlichen Verlängerung der Zustellzeiten führte. Erschwerend kam hinzu, dass auch vordem unbekannte und umbenannte Orte im Generalgouvernement und den anderen deutsch besetzten Gebieten zu bedienen waren, die auch erfahrenen Kräften kaum bekannt waren.
Am 25. Juli 1941 gab das Reichspostministerium mit der Verfügung 407/1941 in seinem Amtsblatt die Einführung von „Päckchenleitgebieten“ bekannt. Diese galten zunächst für den Paketdienst. Es gab 24 Päckchenleitstellen mit Unterleitstellen, die von 1 bis 24 durchnummeriert wurden. Die Gebiete entsprachen im Allgemeinen der Gaueinteilung und damit auch den Oberpostdirektionsbezirken. Diese wurden durch zweistellige, numerische PLZ gekennzeichnet, zum Beispiel 21 für die Provinz Westfalen.
Am 19. Oktober 1943 erschien eine „Anweisung für den Briefverteildienst“ mit der allgemein verbindlichen Einführung von 32 Leitgebieten im zivilen Postverkehr.
Anfang 1944 wurde die Bevölkerung aufgerufen, die Postleitzahl bei allen Postsendungen – auch Briefen – zu verwenden:

„Der totale Krieg hat den Reichspostminister veranlaßt, die Beförderung der Postsendungen nach Postleitgebieten, die im allgemeinen der Gaueinteilung entsprechen, zielmäßig auszurichten. Jeder Versender kann dazu beitragen, daß seine Postsendungen den Bestimmungsort schnell erreichen, indem er in der Anschrift der Postsendung – bei Paketen auch auf der Paketkarte – die Nummer des Postleitgebiets, die ‚Postleitzahl‘, angibt. Welche Postleitzahl jedes Gebiet hat, ist aus der untenstehenden Karte ersichtlich. Die Postleitzahl ist auch bei den Postämtern zu erfahren. Die Postleitzahl soll in der Anschrift in einer kreisförmigen Umrandung – etwa in Größe eines Fünfzig- oder Zehnpfennigstücks – links neben dem Bestimmungsort niedergeschrieben werden. […] Die Postleitzahlen können sich nur einbürgern, wenn jeder Absender von Postsendungen auch bei der Absenderangabe sowie im Kopf seiner Briefe usw. die Postleitzahl seines Postleitgebiets angibt.“

Gleichzeitig wurden Muster für die Empfängeranschrift auf Briefen sowie Karten mit den Postleitgebieten in der Presse veröffentlicht.
Darüber hinaus erließen der Normenausschuss und der Reichsausschuss für wirtschaftliche Verwaltung beim Reichskuratorium für Wirtschaftlichkeit Anfang des Jahres 1944 Richtlinien für das Eindrucken der Postleitzahl in genormte Briefe, Rechnungen usw. Die Postleitzahl war vor die Ortsangabe zu setzen. Nach dem Wunsch der Reichspost sollte sie von einem Kreis umgeben sein; sofern der Aufwand hierfür hoch war (z. B. zweiter Druckgang), wurde aus kriegswirtschaftlichen Gründen empfohlen, die Postleitzahl in runde Klammern zu setzen.
Die Postleitzahl sollte in einem Kreis etwa in der Größe eines Groschens links neben dem Bestimmungsort erscheinen, bei Schreibmaschinenschrift in Klammern gesetzt. Der Bestimmungsort war zusätzlich zu unterstreichen.
Beispiel: (2) Luckenwalde
Bei manchen Ortsnamen kamen zusätzliche amtliche Bezeichnungen hinzu.
Beispiel: (2) Werder (Havel)
Orte, die durch Landkraftposten postalisch versorgt wurden, mussten mit der Angabe „über“ und dem Namen des zuständigen Leitamtes unterhalb des Bestimmungsortes gekennzeichnet sein.
(19) Parey
über Genthin
Der Straßenname wurde unterhalb des Bestimmungs- beziehungsweise Leitamtsortes geschrieben.
Eine Übersicht der Postleitgebiete von 1944 befindet sich in der Liste der Postleitregionen in Deutschland.
Ab dem Jahr 1944 wurde die Benutzung der Leitzahlen durch werbliche Maßnahmen unterstützt, dabei wurden insbesondere Einsatzstücke in Maschinenstempeln verwendet. Ab Ende März sollte die Angabe der Postleitzahl auf allen amtlichen Formblättern (vor allem auf allen Nummernzetteln usw.) erfolgen. Um die Anwendung der Leitzahlen weiter zu forcieren, sollten ab Juni 1944 die Zahlen in die postalischen Stempel eingefügt werden. Dies galt auch für die außerhalb der Postämter stehenden Absenderfreistempel. Vom Prinzip her gilt diese Vorgabe immer noch.

#### Weiterverwendung nach 1945

##### Gebietsleitzahlen

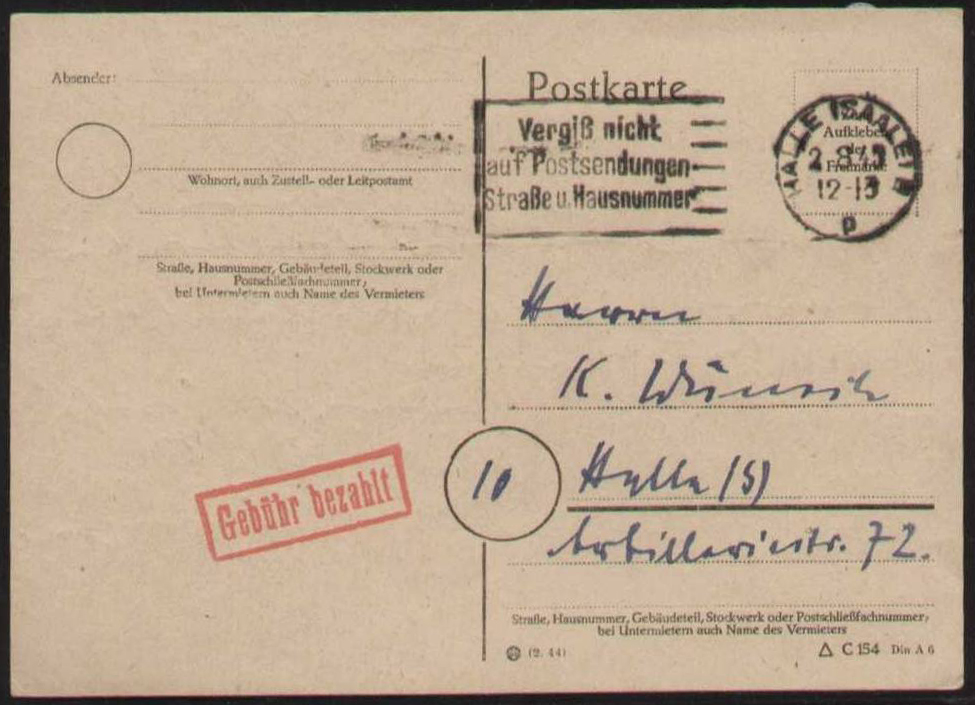
Postkarte Stempel vom 2. August 1945 nach (10) Halle (Saale)

Nach dem Ende des Zweiten Weltkriegs hatte weiterhin die Regelung der Reichspost Gültigkeit. In den vier Besatzungszonen Deutschlands existierten die Postleitzahlen (zweistellig, numerisch mit einstelligem Buchstabenzusatz) weiter. Die Postleitbereiche 4 bis 9 sowie 11 und 12 lagen in Gebieten, die seit 1945 nicht mehr zu Deutschland gehörten, und wurden nicht mehr benötigt. Es gab im Laufe der Zeit weitere Änderungen, indem einige Gebiete weiter unterteilt wurden – beispielsweise die 21 in 21a und 21b oder 22 in 22a bis 22d. Auch nach der Gründung der Bundesrepublik und der DDR im Jahre 1949 galten mit leichten Anpassungen an die jeweiligen Staatsgrenzen diese Postleitzahlen weiter.
In den 1950er Jahren hielten sich immer weniger Briefschreiber an die Postleitzahlen. Nur noch jede dritte Sendung hatte die Postgebietsleitzahl in der Anschrift. Dies führte sogar dazu, dass im Bereich der Bundespost Anfang der 1950er Jahre Überlegungen stattfanden, auf Postleitzahlen komplett zu verzichten. Mitte der 1950er Jahre hatte sich die Situation durch die bevorstehende Automation des Briefverteildienstes jedoch überholt und es wurde über ein neues System nachgedacht.

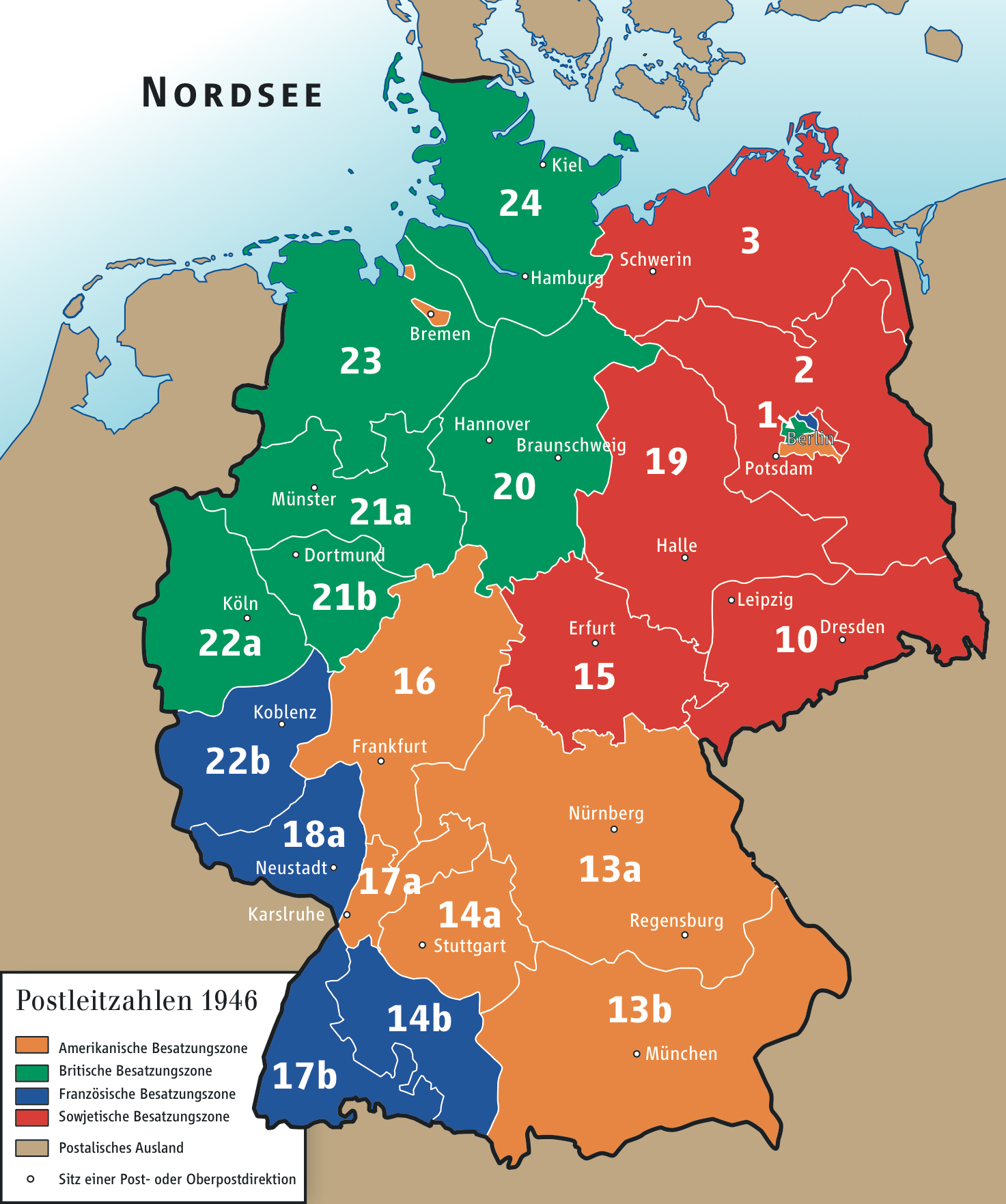
Postleitgebiete und Besatzungszonen, 1946

Um die Zahl der 24.000 Postorte in den Anschriften zu verringern, ordnete man die Orte mit Poststellen II und die meisten Orte mit Poststellen I Leitpostämtern unter. Übrig blieben 6.500 Leitpostämter, für die Briefbunde gefertigt werden mussten. Die eingesparten Orte hatten die Ortsbezeichnung mit dem Zusatz „über Leitpostamt“. Diese Neuordnung fand in der Bevölkerung geringe Resonanz, 72 % der Sendungen enthielten diese Ortsbezeichnung mit dem Zusatz nicht. Abhilfe war dringend notwendig, da es beispielsweise alleine im Gebiet der (westlichen) Bundesrepublik Deutschland mehr als 30 Orte mit dem Namen „Neustadt“ gab und weitere hilfreiche Zusätze wie etwa die Angabe des Landkreises nicht immer angegeben waren. Damit erforderte selbst die Angabe solcher Hilfsbezeichnungen enormes Wissen der Verteilkräfte.
In der DDR wurden die zweistelligen Postleitzahlen spätestens Anfang der 1960er Jahre außer Kraft gesetzt.

##### Amtskennzahlen für Pakete
Für den Paketdienst wurde 1956 ein neues System entwickelt. Dabei erhielt jedes selbständige Amt zusammen mit seinen Zweigpostämtern und Poststellen eine Amtskennzahl. Das System dieser Amtskennzeichen war eine Art Verschlüsselung. Die ersten Zahlen von 1 bis 20 wurden, nach dem Paketaufkommen gestaffelt, den Oberpostdirektionen zugeteilt. Die darunter stehenden Buchstaben von A–Z (ohne I, O, Q wegen der Möglichkeit der Verwechslung mit Ziffern) erhielten die Postämter nach gleichem Gesichtspunkt. War das Alphabet erschöpft, wurde eine dreiteilige Kombination vorgesehen: Ziffern – Buchstaben – Ziffern.
Mit Amtsblattverfügung 274/1956 galten die Amtskennzahlen am 30. Juli 1956 auch für Einschreibzettel. Die Amtskennzeichen der Zweigpostämter, Poststellen I und II in der Bundesrepublik und in Berlin (West) stimmten mit den Amtskennzeichen der Abrechnungs- oder Leitpostämter überein. Nach der Postreform 1959 galt dies für Postämter und Poststellen. Insgesamt wurden 22 Grundnummern vergeben. Die Nummern 21 für die Landespostdirektion Berlin und 22 für die OPD Saarbrücken wurden unabhängig von dem Zuteilungskriterium des Paketaufkommens vergeben.
Das System wurde am 1. April 1964 von der bis 1993 gültigen Form der Postleitzahlen abgelöst. Die alten R-Zettel durften bis zum 31. Mai 1964 weiterverwendet werden. Von kleineren Postorten wurde das Datum jedoch nicht eingehalten. Nach Angaben des Amtsblatts konnten bereits vor dem 1. April 1964 die Postleitzahl-Einschreibzettel verwendet werden, wenn die alten R-Zettel nicht bis zur Umstellung reichen würden.

### Die Systeme in der Bundesrepublik und in der DDR

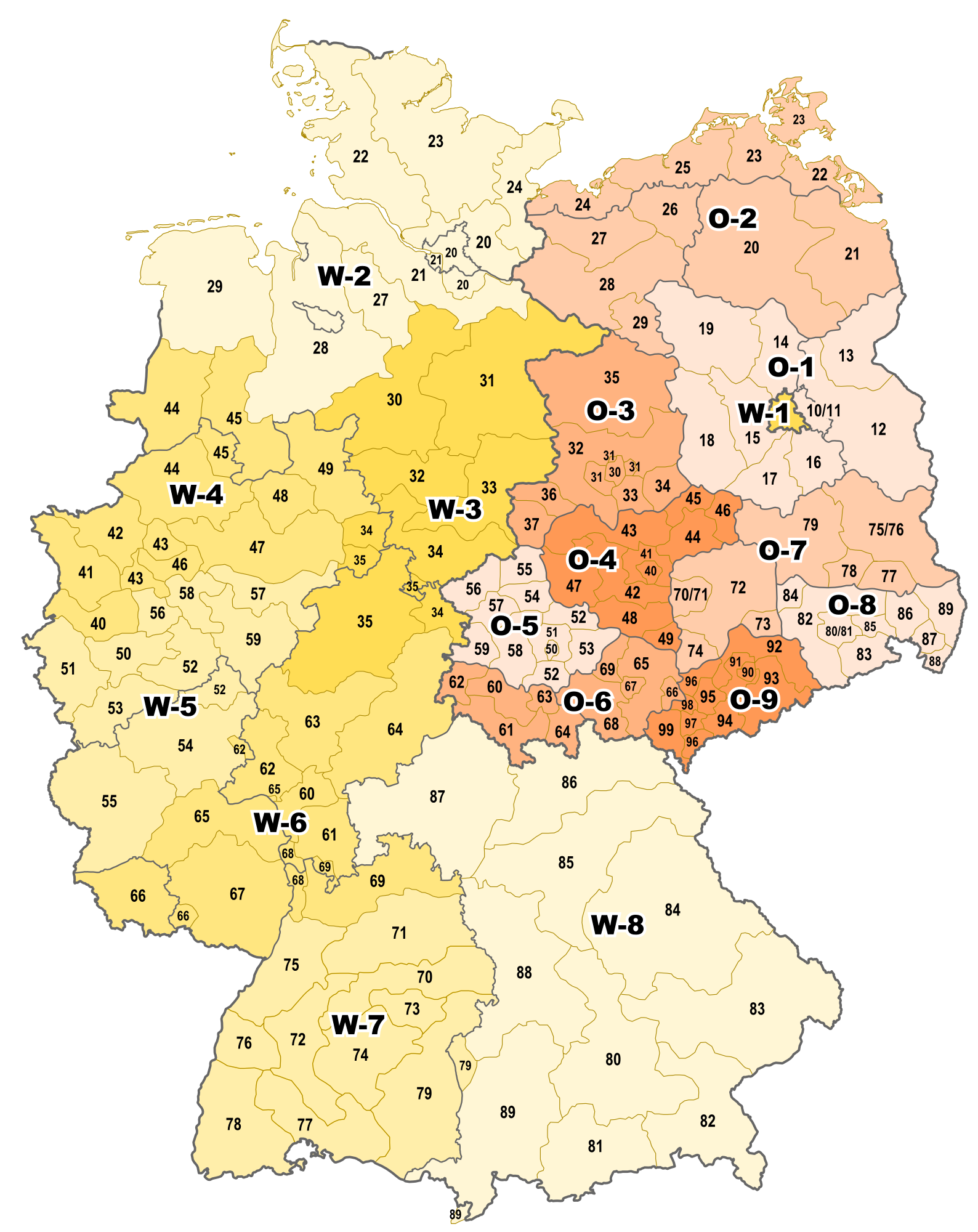
Die beiden vierstelligen Postleitgebiete bis 30. Juni 1993

#### Deutsche Bundespost
Das neue Postleitzahlensystem in der Bundesrepublik wurde 1961 von dem damaligen Bundespostminister Richard Stücklen vorangetrieben und am 23. März 1962 eingeführt. Am 3. November 1961 wurden die Postleitzahlen im Amtsblatt des Bundesministeriums für das Post- und Fernmeldewesen Nr. 126 bekanntgegeben. Das Verkehrsgebiet war nun in sieben Leitzonen unterteilt, diese wiederum in bis zu zehn Leiträume, jeder Leitraum in bis zu zehn Leitbereiche. Bei Postleitzahlen, die am Ende Nullen hatten, wurden diese zunächst nicht geschrieben (2 Hamburg, 53 Bonn, 318 Wolfsburg). Die Schreibweise richtete sich nach der jeweils gültigen Version der DIN 5008.
Das vierstellige System berücksichtigte ein geeintes Deutschland und reservierte zunächst die Bereiche 1001 bis 1999, 2500 bis 2799, 3600 bis 3999 und 9000 bis 9999 (insgesamt 2699 Stück) für die damalige DDR. Daher wurden Postleitzahlen aus diesen Bereichen im Westen nicht zugeteilt. Die 1000 wurde für West-Berlin benutzt. Für die Bundesrepublik verblieben 6300 Zahlen. Die Ziffernkombinationen 0000 bis 0999 wurden nicht vergeben. Zahlen ab der 2720 wurden etwa ab dem Jahr 1980 vergeben. Die Bundespost machte ab März 1962 mit dem Slogan „Vergißmeinnicht – die Postleitzahl, der schnelle Wegbegleiter“ Werbung für das neue System. Bereits ab Ende 1962 trugen rund 75 % aller Briefsendungen die Postleitzahl. Ein Jahr später waren es bereits 94 %. Ab 1964 wurde, ebenfalls als Teil der Kampagne, im westdeutschen Fernsehen die Fernsehshow Vergißmeinnicht mit Peter Frankenfeld und dem Briefträger Walter Spahrbier ausgestrahlt.
Jede der vier Ziffern hatte eine eigene Bedeutung. So stand die erste Ziffer für die Leitzone. Berlin (West), für das wegen des Berlin-Status die eigenständige Landespostdirektion Berlin tätig war, wurde die 1 zugeteilt. Sieben Großstädte im Gebiet der Deutschen Bundespost hatten einstellige Postleitzahlen: 2 Hamburg, 3 Hannover, 4 Düsseldorf, 5 Köln, 6 Frankfurt am Main, 7 Stuttgart und 8 München. Diese brauchten aber – wie zahlreiche andere Orte auch – weiterhin die Angabe des Zustellpostamtes nach dem Ortsnamen. Die zweite Ziffer stand für den Leitraum. Ein Leitraum war in zwei Leitgebiete unterteilt (xx00 bis xx49 und xx50 bis xx99). Die Leitbereichsknotenämter waren daran erkennbar, dass ihre letzte Ziffer eine „xxx(0)“ war, während Leitabschnittsknotenämter sich durch eine „xxx8“ an der letzten Stelle auszeichneten. Die Endziffer „xxx7“ bezeichnete in der Regel einen Ort mit einem Bahnpostanschluss. Die „xxx1“, ausnahmsweise auch die „xxx2“ waren Sammelnummern für die Orte eines Leitbereichs ohne eigene Postleitzahl. Die „xxx9“ war die Sammelnummer eines Leitabschnitts. Die Sammelnummern wurden in der Regel mehreren Orten zugeordnet, so dass verschiedene kleinere Orte oft gleiche Postleitzahlen hatten. Die Systematik der Leitbereiche wurden 1993 in das neue System übernommen, sie sind noch heute als Nummerngruppen erkennbar.
Bereits 1961 wurde Postkunden, die mit mechanischen oder automatischen Adressmaschinen arbeiten, empfohlen, die Postleitzahl stets vierstellig anzugeben. Hierzu sollten alle gemäß dem Postleitzahlenbuch ein- bis dreistelligen Postleitzahlen am Ende mit Nullen auf vier Stellen ergänzt werden.
Im Zuge der Einführung der elektronischen Datenverarbeitung wurde 1974 in der Bundesrepublik das System der Postleitzahlen leicht verändert. Die vorher ein-, zwei- oder dreistelligen Postleitzahlen in größeren Orten wurden durch das Anfügen von Nullen auf vier Ziffern ergänzt. Dieses im Postdeutsch „Aufnullen“ genannte Vorgehen sollte alle postamtlichen Stempel und Formulare umfassen.
Mit Verfügung der Oberpostdirektion Frankfurt (30. April 1975) wurde dieses „Aufnullen“ auch für neu zu beschaffenen Tagesstempel der Bundesrepublik Deutschland (und alle anderen Stempel mit Postleitzahlen) angeordnet.
Bereits seit 1965 wurde damit begonnen, die Sendungen zur schnellen Sortierung mit verschiedenen Arten von Zielcodes, basierend auf der PLZ, zu versehen.

#### Deutsche Post in der DDR
Zum 1. Januar 1965 führte die Deutsche Post in der DDR ein eigenes vierstelliges Postleitzahlensystem ein. Dieses war allein auf die DDR zugeschnitten, Nummern aus dem gesamten Zahlenbereich von 1000 bis 9999 wurden auf Ost-Berlin und die 14 Bezirke der DDR verteilt, größere Städte in der DDR bekamen mehrere Postleitzahlen zugeordnet. In der DDR waren alle Postleitzahlen (durch Weglassen der „0“ an der vierten und ggf. dritten Stelle) mindestens zweistellig (zum Beispiel: 30 Magdeburg, eigentlich 3000 Magdeburg).
In wesentlichen Zügen ähnelte das DDR-System dem in der Bundesrepublik. An der Postleitzahl war die Stellung der Postdienststelle zu erkennen: Leitpostämter bekamen zwei- oder dreistellige Postleitzahlen. Andere Postämter erhielten vierstellige Zahlen mit den Endziffern 2 bis 9, davor stand meist die Nummer des jeweiligen Leitpostamtes. Waren mehr als acht Postämter einem Leitpostamt zugeordnet, setzte sich ihre Nummerierung im nächsten Zehnerbereich fort. Poststellen erhielten in der Regel die Endziffer 1 hinter der Zahl des Leitpostamtes. Diese Nummer wurde mehrmals vergeben, so dass verschiedene Poststellen dieselbe Postleitzahl erhielten.

#### Gemeinsamkeiten und Unterschiede

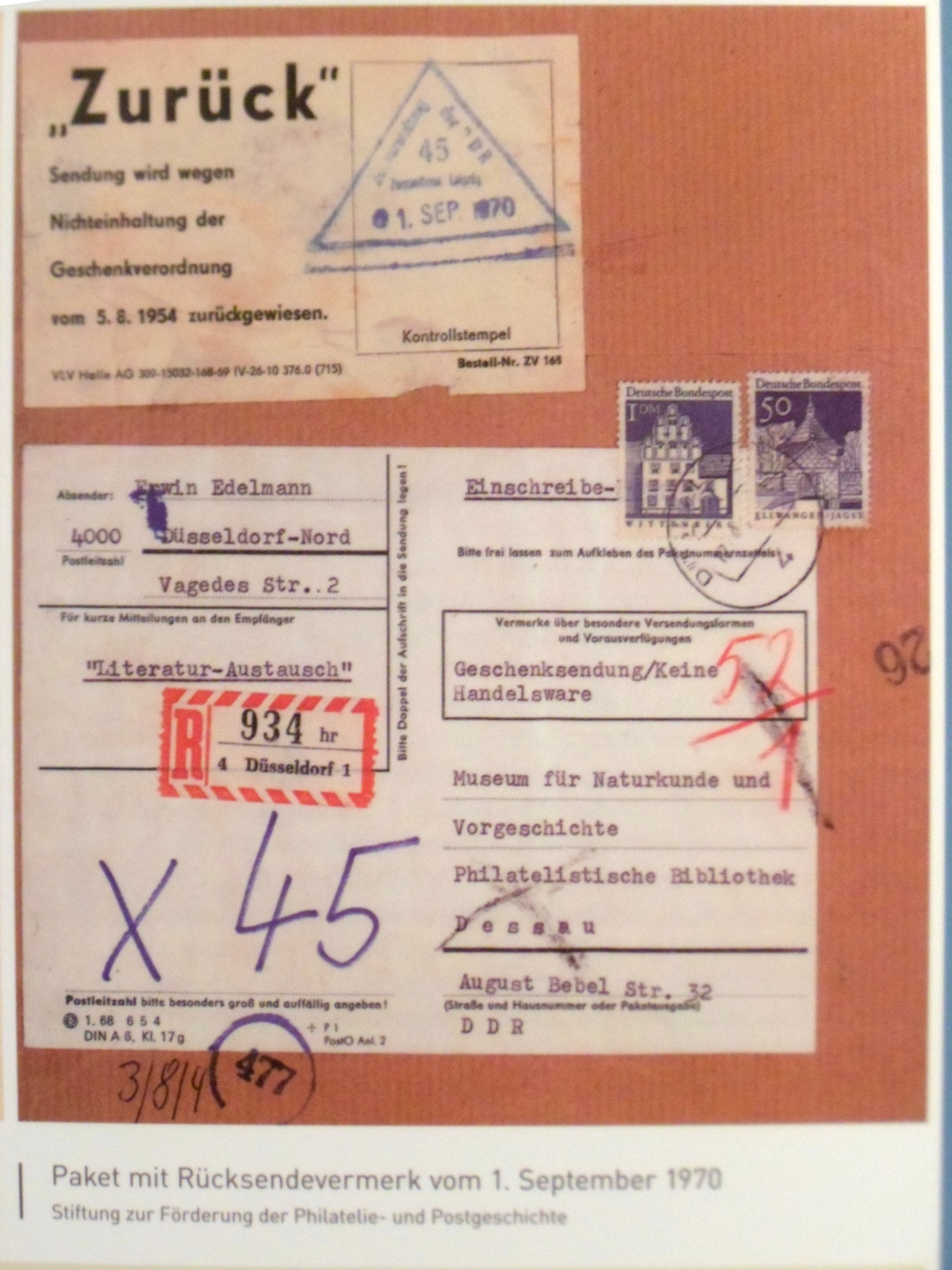
Westpaket, gut kann man die Postleitzahl ‚x 45‘ erkennen.

Im Zuge der Einführung der elektronischen Datenverarbeitung wurden 1979 auch in der DDR die vorher zwei- oder dreistelligen Postleitzahlen durch das Anfügen von Nullen vierstellig gemacht.
Viele Postleitzahlen existierten in Ost und West doppelt, beispielsweise die 5300 für Weimar und Bonn. Für das Verschicken eines Briefes über die innerdeutsche Grenze musste (offiziell) eine Landeskennung angegeben werden.
Die Deutsche Bundespost empfahl ihren Postkunden:

„… im eigenen Interesse künftig bei Postsendungen in die Sowjetische Besatzungszone das Zeichen ‚x‘ unmittelbar und ohne Bindestrich vor den sowjetzonalen Postleitzahlen nach folgenden Mustern anzugeben:
x43 Quedlinburg
x532 Apolda
x6821 Watzdorf“

Diese Praxis wurde für Briefe von West nach Ost bis 1974 angewendet, weil die Bundesrepublik die DDR nicht als Staat anerkannt hatte. Analog wurden Briefe aus der DDR „in Bereiche anderer Postverwaltungen in Europa und Übersee“ ab August 1964 mit einer Null (0-) vor der Postleitzahl gekennzeichnet, was „besonders beim Versenden von Postsendungen nach Westdeutschland sowie nach Westberlin zu beachten“ war.
Entsprechend dem Abkommen über Post- und Fernmeldewesen zwischen der DDR und der Bundesrepublik Deutschland vom 20. März 1976 wurde seitdem bei Postsendungen von der DDR in die Bundesrepublik das Landeskennzeichen D- der westdeutschen Postleitzahl sowie die Kennung DDR- bei Postsendungen in entgegengesetzter Richtung vorangestellt; einzelne Briefsendungen wurden in den 1980er Jahren auch ohne diese Zusätze korrekt zugestellt.

#### Zustellpostamt
Vorreiter für die Angabe von Zustellpostämtern zusätzlich zu Postleitzahl und Ort war Berlin. Die innerstädtischen Berliner Zustellbezirksnummern – siehe Berliner Postbezirke zwischen 1862 und 1920 und Postgeschichte und Briefmarken Berlins#Postämter in Berlin (West) – ihrerseits basieren auf einer Anweisung des Kaiserlichen General-Postamtes aus dem Jahre 1873, in welcher das damalige Stadtgebiet von Berlin (und teilweise darüber hinaus) in neun Postbezirke eingeteilt wurde. Jedem dieser Postbezirke wurde ein seiner geografischen Lage entsprechendes Kürzel gegeben (N = Nord, SW = Südwest, C = Centrum). So entstanden Bezeichnungen wie SO 36 oder SW 61, die in Berlin-Kreuzberg zu einer noch heute umgangssprachlich verbreiteten Bezeichnung für die beiden Ortsteile geworden sind, die DDR-Rockband NO 55 benannte sich nach ihrem Sitz. Mit der Einführung der Zustellpostämter als Bestandteil der Adresse nahm die betriebliche Bedeutung der alten Amtsbezeichnung (beispielsweise SO 36) deutlich ab und war bei der Postautomation sogar hinderlich.
In nahezu allen großen Städten in der Bundesrepublik wurde im Laufe der Zeit als Zusatz zu Postleitzahl und Ort die Nummer des jeweils zustellenden Postamtes eingeführt, wobei das Hauptpostamt die Nummer 1 trug. Für Empfänger mit Postfächern kamen Nummern (fiktive Zustellpostämter) zur Anwendung, die es in der Straßenzustellung nicht gab. Auch für Empfänger mit besonders hohem Sendungsaufkommen wurden ab den 1970er Jahren solche fiktiven Zustellpostämter eingeführt, die damit als unmittelbare Vorläufer der heutigen Großempfängerpostleitzahl gelten können, beispielhaft 6500 Mainz 500 für das ZDF-Sendezentrum oder 2000 Hamburg 888 für den Otto-Versand. Die Anfügung einer Zustellpostamtsnummer hinter dem Gemeindenamen erlangte darüber hinaus auch Bedeutung in kleinen Gemeinden aufgrund der Gebietsreform in den 1970er Jahren.
Als bei der Einführung der fünfstelligen Postleitzahlen 1993 die Zustellpostamtsnummern abgeschafft wurden, hatte dies öfter zur Folge, dass doch noch Straßenumbenennungen notwendig wurden. Einzelnen kleineren Gemeinden gelang es, eine Gliederung in mehrere Postleitzahlgebiete durchzusetzen und so weiterhin die Beseitigung von Straßennamen-Dubletten zu vermeiden; diese Gemeinden erscheinen seitdem in Postleitzahlenverzeichnissen mit einem Straßenverzeichnis und stellen dadurch Ausnahmen in einer Liste ansonsten viel größerer Städte dar; Beispiele sind etwa Eltville am Rhein oder Scharbeutz. Auch die Stadt Limburg an der Lahn mit acht Postleitzahlen für meist nur aus einem Dorf bestehende Zustellgebiete ist ein Beispiel für eine Ausnahme.
In der DDR war in Ost-Berlin, Leipzig, Dresden, Karl-Marx-Stadt, Halle (Saale), Magdeburg und Erfurt der entsprechende Zustellbezirk in die Postleitzahl integriert. In der Bundesrepublik und in anderen DDR-Orten mit mehreren Zustellbezirken war es dagegen üblich, den Zustellbezirk nach dem Ortsnamen einzufügen.
So wurde zum Beispiel auf einen Brief innerhalb der Bundesrepublik nach Berlin-Kreuzberg (West-Berlin) 1 Berlin 36 (bis 1973) bzw. 1000 Berlin 36 (ab 1974) geschrieben, dagegen wurde ein Brief innerhalb der DDR nach Berlin-Adlershof (Ost-Berlin) mit 1199 Berlin adressiert. Bei der Umstellung auf die elektronische Datenverarbeitung 1979 wurden in der DDR die Zustellbezirke bei einer Reihe von weiteren Orten in die Postleitzahl eingegliedert. Zum Beispiel wurde statt 25 Rostock 1 seitdem 2500 Rostock verwendet.

### Das fünfstellige System

#### Einführung eines einheitlichen Systems

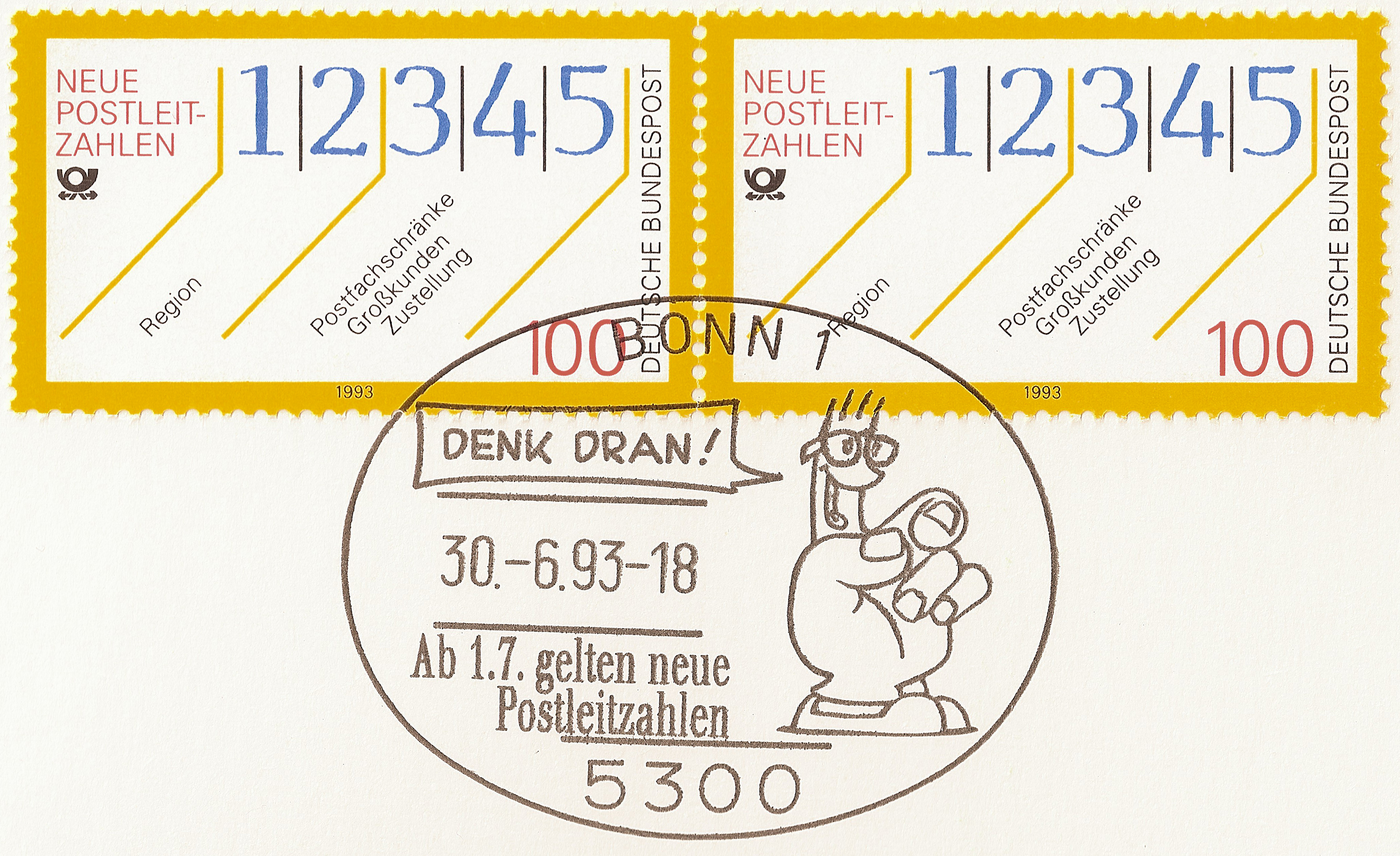
Werbestempel vom 30. Juni 1993: „Denk dran! – Ab 1.7. gelten neue Postleitzahlen“ und Sondermarke vom 11. März 1993

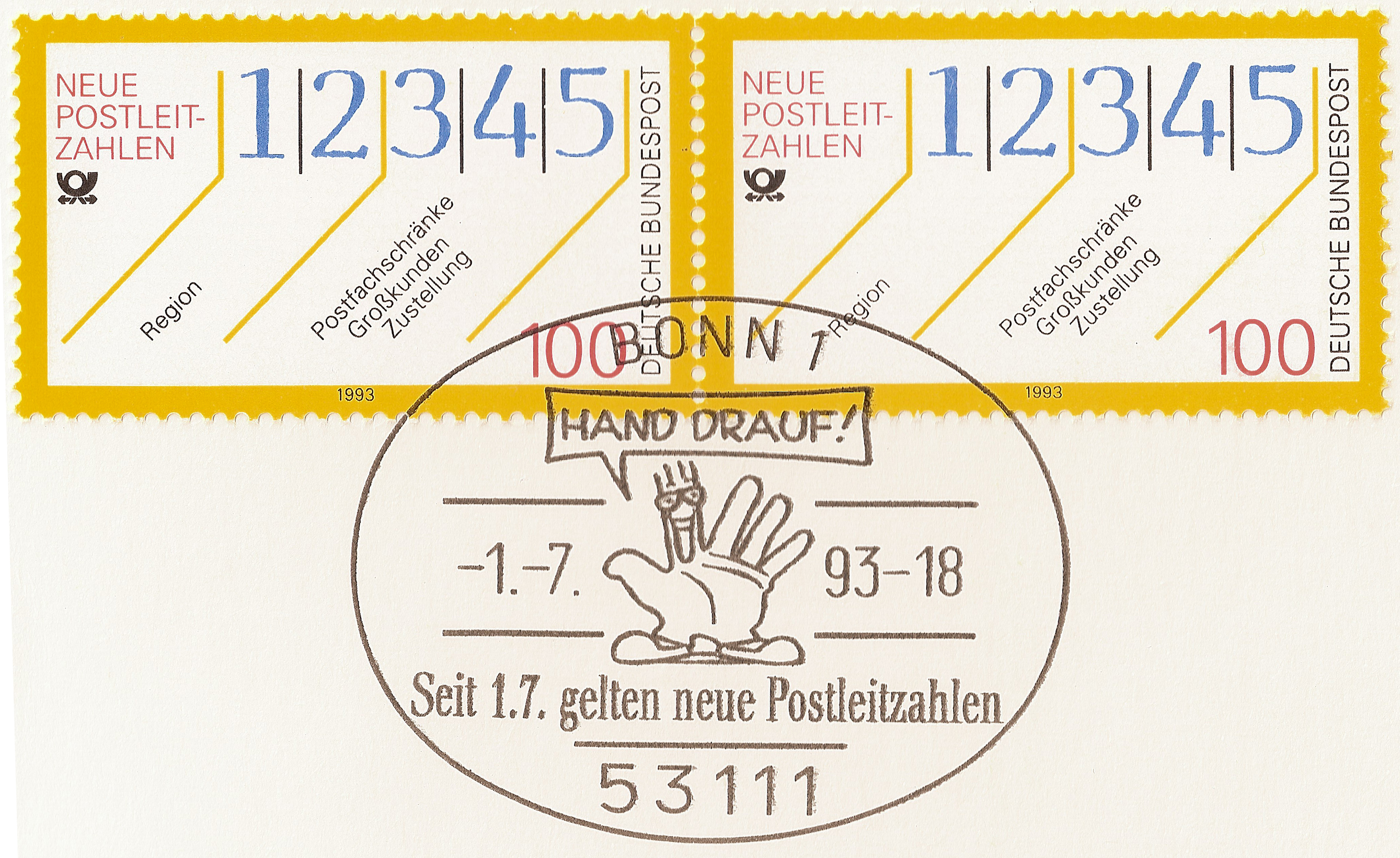
Werbestempel vom 1. Juli 1993: „Hand drauf! – Seit 1.7. gelten neue Postleitzahlen“

Ab 1990 existierten im nunmehr vereinigten Deutschland zwei vierstellige Postleitzahlensysteme. Von insgesamt 5420 Postleitzahlen entfielen 3400 auf das Verkehrsgebiet West und 2020 auf das Verkehrsgebiet Ost. Deshalb war im Postverkehr mit dem jeweils anderen Verkehrsgebiet vor jede Postleitzahl ein „O-“ für „Verkehrsgebiet Ost“ (zum Beispiel O-2300 Stralsund) oder ein „W-“ für „Verkehrsgebiet West“ (zum Beispiel W-2300 Kiel) zu setzen, um die Eindeutigkeit zu wahren, „bis ein neues, kundengerechtes und effizientes Postleitzahlensystem, das auf Dauer Bestand hat, zur Verfügung steht.“ Innerhalb der jeweiligen Verkehrsgebiete war das Voranstellen nicht notwendig. Bei Sendungen aus dem Ausland nach Deutschland musste noch ein D vorgestellt werden, so dass sich Bezeichnungen wie D-W-1000 Berlin 36 oder D-O-1134 Berlin ergaben.
Verworfen wurde der Vorschlag, lediglich die 802 Postleitzahlen zu ändern, die doppelt vergeben waren, und ansonsten alles beim Alten zu belassen, da sich bereits in den 1980er Jahren Mängel beim westdeutschen System gezeigt hatten, die im Rahmen der fünfstelligen Lösung behoben werden sollten. Diese Mängel bestanden hauptsächlich darin, dass durch die Postautomatisierung und Briefsortierung keine Vorsortierung von Postgroßempfängern oder Stadtteilen möglich war.
Am 24. Oktober 1991 entschied sich der Vorstand der Deutschen Bundespost Postdienst für ein komplett neues fünfstelliges System, welches das Posttechnische Zentralamt bis 1993 entwickeln sollte. Hierzu holte man die Erfahrungen anderer europäischer Postverwaltungen mit einem solchen System ein: Frankreich, Niederlande und vor allem Schweden. Die Leitregionen der neuen fünfstelligen Postleitzahl orientierten sich am vierstelligen westdeutschen System, so dass in den meisten Ballungsräumen in den alten Bundesländern die neue Postleitzahl in der ersten Stelle oder sogar in den ersten beiden Stellen mit der alten Postleitzahl übereinstimmte. Ein weiterer Grund für die Einführung der fünfstelligen Postleitzahlen war die Automatisierung der Briefverteilung. Mit der Einführung des neuen Systems am 1. Juli 1993 wurde die Grundlage für die Briefzentren geschaffen, mit denen Briefe in nur zwei Sortiergängen den Zustellern zugeführt werden.

Beispiel für IT-bedingte Zustellungsprobleme bei Postleitzahlen, die mit Null anfangen. Computerprogramme erkennen Postleitzahlen häufig als Zahlen und nicht als Text, wodurch die Anfangsnull verschwindet: Aus 01219 wird 1219. Insbesondere in Sachsen und Teilen der benachbarten neuen Bundesländer stellt dies ein häufiges Ärgernis dar.

Im neuen System wurden die Zustellbezirke – wie bereits im vierstelligen ostdeutschen System – in die Postleitzahlen integriert. Zudem konnten Großempfänger nun eine eigene Postleitzahl erhalten. Hierbei wurden die alten großen Zustellbezirke in kleinere aufgeteilt, die durch dicht aufeinanderfolgende Nummern weiterhin die gemeinsame Zugehörigkeit zu einem Postamt erkennen lassen, wie am Beispiel von Berlin (West) anschaulich wird. Neu und ungewohnt war die 0 als führende Ziffer. Vereinzelt regten sich dagegen Proteste, weil man in einer 0 an erster Stelle die Gefahr einer Herabwertung eines Ortes sah.
Mitentscheidend für die Einführung der fünfstelligen Postleitzahl war, dass sie ausreichende Reserven ermöglicht. Neue Großempfänger, neue Postfachschränke oder Neubaugebiete können ohne weiteres in das System integriert werden. Dafür finden sich beispielsweise zwischen den fortlaufenden Nummern der Postleitzahlen für die Postfachschränke und der nächsten belegten Postleitzahl mindestens eine, meist aber mehrere unbelegte Postleitzahlen. Insgesamt werden in Deutschland heute etwa 30.000 der theoretisch möglichen 100.000 Postleitzahlen benutzt, während der Rest als Reserve dient. Durch weitere Einschränkungen ist aber davon auszugehen, dass es maximal 98.901 Postleitzahlen gibt.

Zum 20-jährigen Jubiläum 2013 gab es nur einen Sonderstempel

Die Einführung des neuen Systems 1993 wurde von einer massiven Werbekampagne begleitet. Es wurde die einer Hand ähnliche Comicfigur Rolf (Synchronsprecher: Rolf Zacher) mit dem Spruch „Fünf ist Trümpf“, von Ully Arndt, erfunden. Dieser gewann 1991 zusammen mit der Werbeagentur Lintas den Pitch um die Kommunikation der Umstellung von vier- auf fünfstellige Postleitzahlen.
Des Weiteren gab es in Zusammenarbeit mit dem Fernsehsender RTL die Spieleshow Die Post geht ab! mit Rudi Carrell. Diese Sendung, die auf zehn Folgen ausgelegt war, lief erstmals am 9. Mai 1993 und erinnerte im Großen und Ganzen an die Show Am laufenden Band.
Im neuen Postleitzahlenbuch, das in einer Auflagenhöhe von 40 Millionen Stück kostenlos an alle Haushalte in Deutschland verteilt wurde, ist für jeden Ort mit mehreren Postleitzahlen das komplette Straßenregister mit den dazugehörigen Postleitzahlen aufgeführt. Daneben erschienen noch ein Buch mit Postleitzahlen für Großempfänger, Postfächer und Postlagerausgaben und ein numerisch geordnetes Postleitzahlenbuch, in dem sowohl nach dem neuen als auch nach dem alten System geordnet wurde und in beiden Sortierungen jeweils die andere Postleitzahl gegenübergestellt wurde. Diese beiden Verzeichnisse wurden nicht kostenlos verteilt, sondern waren nur auf Anforderung erhältlich. Eine Neuauflage des Postleitzahlenbuches gab es nach 1993 erstmals am 4. Oktober 2005 in einer – nun allerdings kostenpflichtigen – Auflage von 3 Millionen Stück. Etwa einmal je Quartal erschien eine aktualisierte CD-ROM mit den Postleitzahlen, wo in den Gesamtbestand der Straßen, Straßenabschnitte, Orte und Ortsteile alle Änderungen incl. der postzustellfähigen Hausnummern – wie Eingemeindungen, Umbenennungen, Neunummerierungen, neue Straßen etc. – eingearbeitet waren. Die Postleitzahlen können im Internet auf den Seiten der Deutschen Post sowie bei zahlreichen weiteren kommerziellen Anbietern abgefragt werden.
Die bisher größte Änderung im neuen System fand 2001 statt, als in Leipzig nach den Eingemeindungen neben Umbenennungen von Straßen auch den neuen Ortsteilen neue Postleitzahlen zugeordnet wurden.

#### Systematik

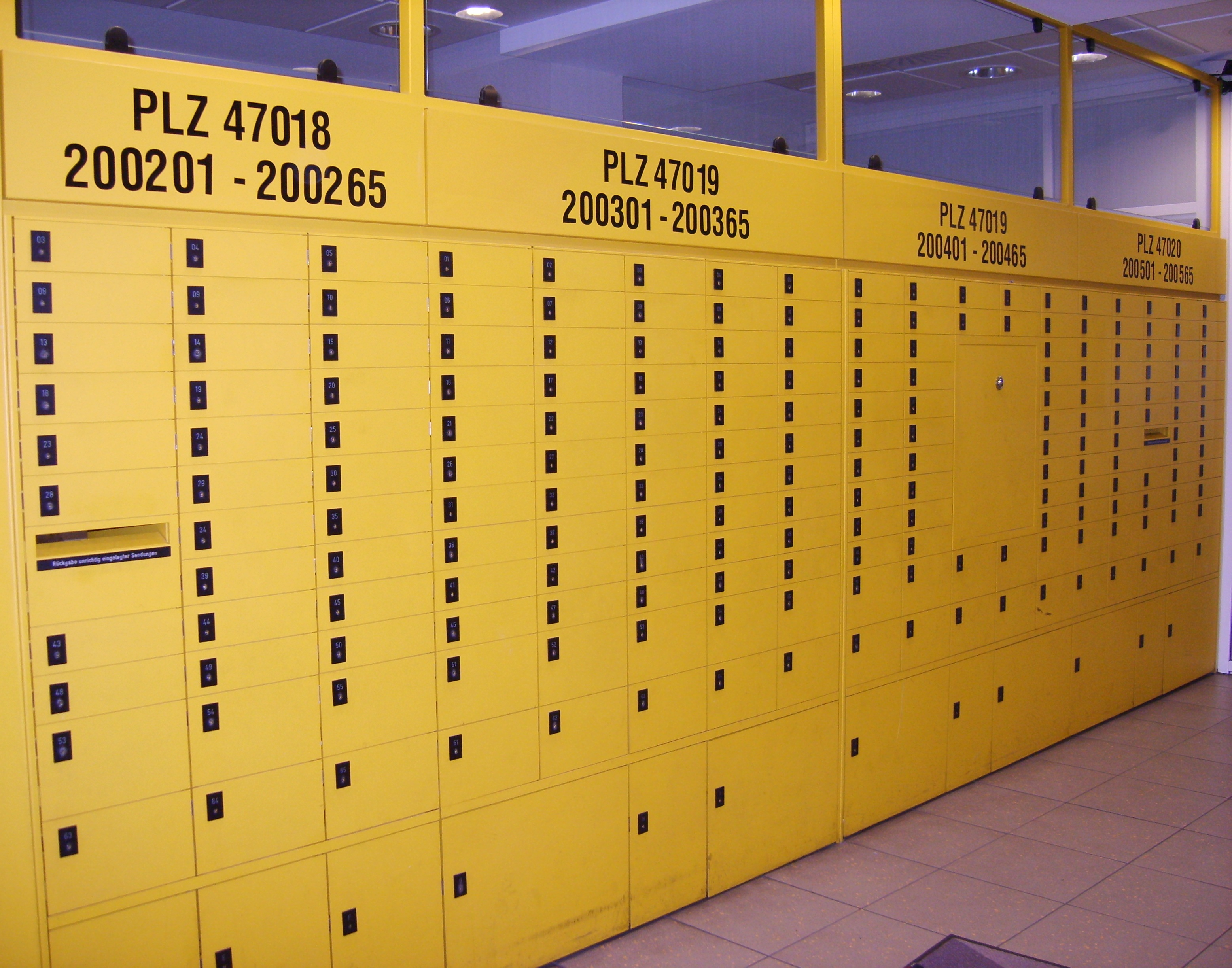
Postfachschränke PLZ 47018 bis PLZ 47020 in Duisburg

Die erste Ziffer der fünfstelligen Postleitzahl bezeichnet die Zone, die zweite Ziffer die Region (die ersten beiden Ziffern heißen daher oft Postleitregion oder Leitregion; meist im Gegenuhrzeigersinn vom Zentralort aus fortlaufend – beginnend im Süden). In den Postleitregionen sind die Postleitgebiete zusammengefasst, die dieselben beiden Anfangsziffern haben. Meist betreibt die Post in den Leitregionen eines der 82 Briefzentren, zehn dieser Zentren sind für jeweils zwei Leitregionen zuständig.
Innerhalb dieser Leitregionen sind zwischen 20 und 200 Nummern für Leitbereiche vergeben, worin jeder Gemeinde(1) ein Nummernbereich zugeordnet wird, beginnend mit dem Hauptort des Leitbereichs. Danach wurde teilweise nach Einwohnerzahl, teilweise alphabetisch weiterverteilt. Im Nummernbereich einer Gemeinde sind die niedrigsten Nummern für Postlagerausgaben (Postfächer), die Nummern danach für Großempfänger und die höchsten Nummern für Zustellbezirke vergeben. Leitbereiche sind wichtig für die Zustellung von Massenbriefsendungen (zum Beispiel „Infopost“).
Beispiel:
- In der Leitregion 88 gibt es den Leitbereich 88001–88099 Friedrichshafen, der den östlichen Bodenseekreis umfasst.
  - davon die Nummern (88)001–048 für Friedrichshafen, 060–069 für Tettnang, 070–074 für Meckenbeuren, 075–079 für Kressbronn und so weiter
    - In Friedrichshafen sind die Nummern 001 und folgende sowie 023 und folgende für Postfächer, 039 und 041 für Großempfänger sowie 045, 046 und 048 für Zustellbezirke vergeben.
- Der Leitbereich 88101–88149 Lindau umfasst den westlichen, 88151–88179 Lindenberg den östlichen Landkreis Lindau, 88181–88289 Ravensburg den südlichen, 88291–88319 Leutkirch den östlichen Teil des Landkreises Ravensburg und so weiter.

Beim Vergleich mit der Systematik der alten Postleitzahlen wird erkennbar, dass die Gliederung der vier genannten Leitbereiche weitestgehend den alten Leitbereichen 799x, 899x, 798x und 797x entspricht und – Beispiel Lindau – auch die alte Abfolge von Leitbereich (Lindau, 8990) und Leitabschnitt (Lindenberg, 8998) noch ablesbar ist.
Der Begriff „Gemeinde“ orientiert sich hier nicht an der Organisationseinheit, sondern ist übertragen zu verstehen, da sich die Grenzen im Sinne der Postleitzahl zwar sehr oft, aber nicht immer an den politisch-organisatorischen Gemeindegrenzen orientieren. Auch kann eine Postleitzahl über Landkreisgrenzen hinausgehen. So zum Beispiel die Postleitzahl 04936. Diese erstreckt sich sowohl über Teile des Landkreises Elbe-Elster als auch des Landkreises Teltow-Fläming. Insgesamt 281 Postleitzahlen gehen über Landkreisgrenzen hinweg, 21 davon sogar über Bundeslandgrenzen (Stand November 2010).
Auffällig ist, dass die Mehrheit aller möglichen Zahlenkombinationen frei geblieben ist: So bezeichnen zum Beispiel die Zahlen 20101 bis 20110 die zehn Postfachschränke des Postamts Hamburg 13, die ihm zugeordneten Zustellbezirke haben die Nummern 20144, 20146, 20148 und 20149. Es gibt in Deutschland 96 Postleitregionen; zu den Ziffernkombinationen 00, 05, 43, 62 ist keine Postleitregion definiert, wobei die 62 im internen Gebrauch zur Bezeichnung des Internationalen Postzentrums (IPZ) in Frankfurt am Main dient, in welchem Post aus und für das Ausland bearbeitet wird.
Besonders „runde“ Nummern wie zum Beispiel die 10000, 20000 … sind zwar den jeweiligen Leitbereichen zugeordnet, werden aber für Zustellbezirke nicht vergeben, sondern finden nur im internen Dienst der Brief- und Frachtzentren der Post Anwendung, beispielsweise auf Beutelfahnen.

#### Postleitzonen und -regionen
In der folgenden Tabelle werden die einstelligen Postleitzonen mit Flächenangaben und Einwohnerzahlen aus dem Gemeindeverzeichnis des Statistischen Bundesamtes mit Stand vom 2. Juli 2012 angegeben. Für die Regionen siehe: Postleitregionen seit 1993
| Leitzone | Fläche in km² | Einwohner  | Einwohner pro km² (gerundet) |
| -------- | ------------- | ---------- | ---------------------------- |
| 0        | 37.213        | 06.662.411 | 179                          |
| 1        | 47.648        | 07.029.185 | 148                          |
| 2        | 44.021        | 08.680.860 | 197                          |
| 3        | 45.656        | 08.892.893 | 195                          |
| 4        | 20.216        | 10.244.866 | 507                          |
| 5        | 28.836        | 09.165.446 | 318                          |
| 6        | 17.263        | 07.534.745 | 436                          |
| 7        | 27.739        | 08.712.380 | 313                          |
| 8        | 36.468        | 07.740.754 | 212                          |
| 9        | 47.900        | 07.088.062 | 148                          |

#### Postleitzahlenarten
Die Postleitzahlen lassen sich in verschiedene Kategorien einteilen. Die häufigste Art ist die Postfachpostleitzahl, gefolgt von der Hauszustellungspostleitzahl, die allerdings für die weitaus meisten Postbenutzer gilt. Großempfänger erhalten von der Post entweder eine eigene Postleitzahl oder teilen sich diese mit weiteren Großempfängern. Aktionspostleitzahlen werden zu bestimmten meist einmaligen Aktionen von Großempfängern, wie beispielsweise Briefwahl und Gewinnspiele eingesetzt.
| Beschreibung                               | Vorgesehene Stückzahl der fünfstelligen Postleitzahlen (Stand: 22. Dezember 1992) | Stückzahl (Stand: Juni 2003) | Stückzahl (Stand: Mai 2013) |
| ------------------------------------------ | --------------------------------------------------------------------------------- | ---------------------------- | --------------------------- |
| Postfach                                   | 16.500                                                                            | 17.373                       | 16.565                      |
| Gruppen-Großempfänger                      | –                                                                                 | 02.235                       | 03.109                      |
| Einzel-Großempfänger                       | 01.700                                                                            | 02.235                       | 03.109                      |
| Aktions-PLZ                                | 0–                                                                                | 0–                           | 00.801                      |
| Hauszustellungs-PLZ                        | 08.200                                                                            | 08.259                       | 08.208                      |
| Gesamtanzahl der vergebenen Postleitzahlen | 26.400                                                                            | 29.630                       | 28.683                      |

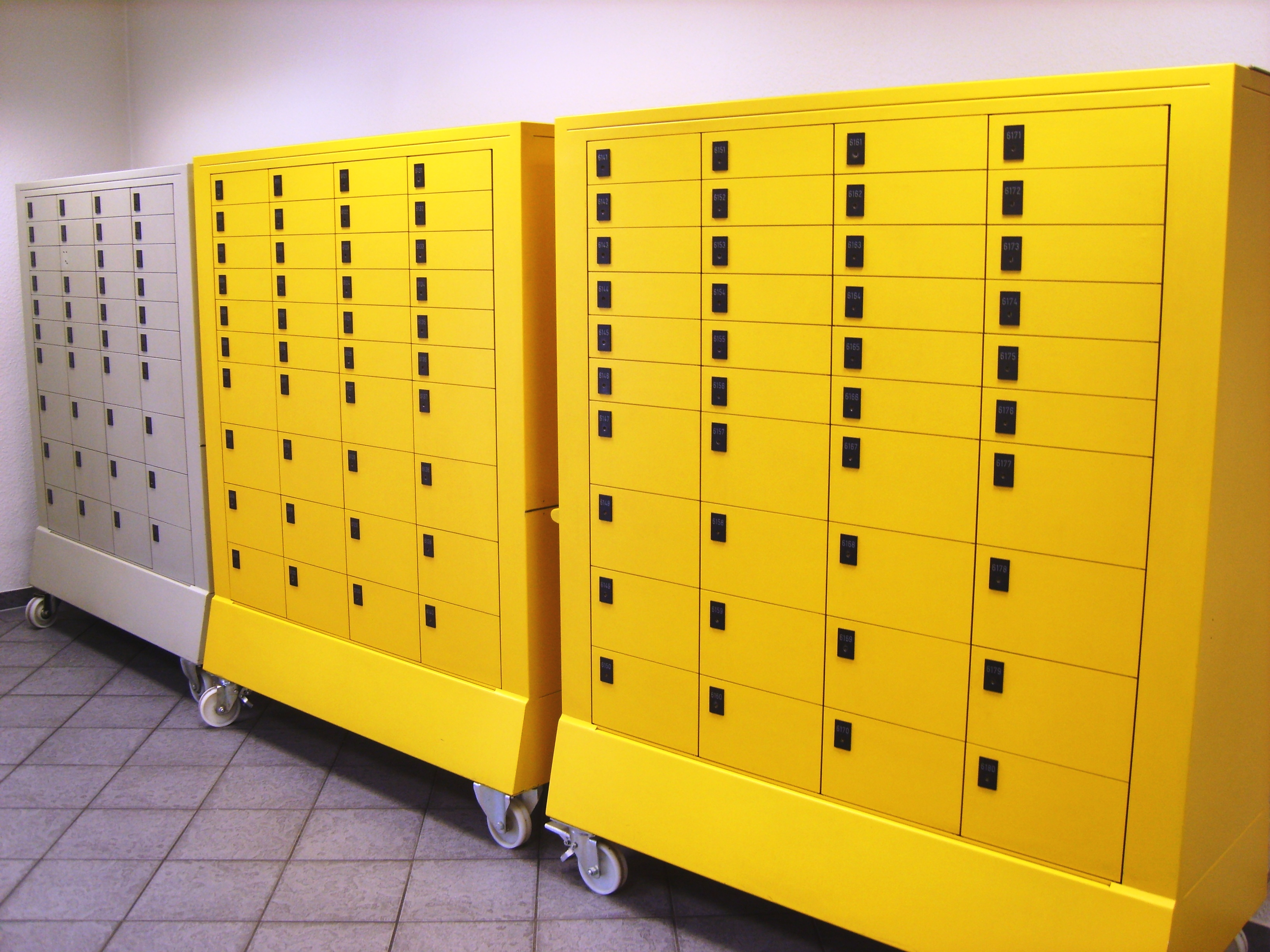
Fahrbare Postfachschränke 52238 und 52239 in Dürwiß

Beispiel: Der Postleitzahl-Bereich 52230
52231 ist die PLZ der Postfächer 1101 bis 1184 im Hauptpostamt Eschweiler
52232 ist die PLZ der Postfächer 1201 bis 1284 im Hauptpostamt Eschweiler
52233 ist die PLZ der Postfächer 1301 bis 1384 im Hauptpostamt Eschweiler
52234 ist die PLZ der Postfächer 1401 bis 1484 im Hauptpostamt Eschweiler
52235 ist die PLZ der Postfächer 1501 bis 1548 im Hauptpostamt Eschweiler
52238 ist die PLZ der Postfächer 6101 bis 6180 im Postamt Dürwiß
52239 ist die PLZ der Postfächer 6201 bis 6240 im Postamt Dürwiß
52240 ist die PLZ der Postfächer 7101 bis 7160 im Postamt Weisweiler
52241 ist die PLZ der Postfächer 7201 bis 7260 im Postamt Weisweiler
52249 ist die Zustellpostleitzahl aller Hausanschriften in Eschweiler
Beispiele für Postleitzahlen von Einzel-Großempfängern:
01001 → Stadtverwaltung Dresden (numerisch kleinste vergebene deutsche Postleitzahl)
09107 → Technische Universität Chemnitz
10099 → Humboldt-Universität zu Berlin
11011 → Deutscher Bundestag in Berlin
38440 → Volkswagen in Wolfsburg
44128 → Stiftung für Hochschulzulassung in Dortmund
50656 → ARD ZDF Deutschlandradio Beitragsservice in Köln
55100 → Zweites Deutsches Fernsehen in Mainz
70372 → Mercedes in Stuttgart
80788 → BMW in München
90329 → DATEV in Nürnberg
Liste der sieben Gebäude bzw. Gebäude-Ensembles in Deutschland mit eigener Postleitzahl:
60306 → Opernturm in Frankfurt am Main
60308 → Messeturm in Frankfurt am Main
60310 → Taunusturm in Frankfurt am Main
60312 → Omniturm in Frankfurt am Main
60315 → Four, Ensemble von vier Hochhäusern in Frankfurt am Main
60600 → The Squaire in Frankfurt am Main
82475 → Schneefernerhaus auf der Zugspitze

#### Postleitzahlenfeste

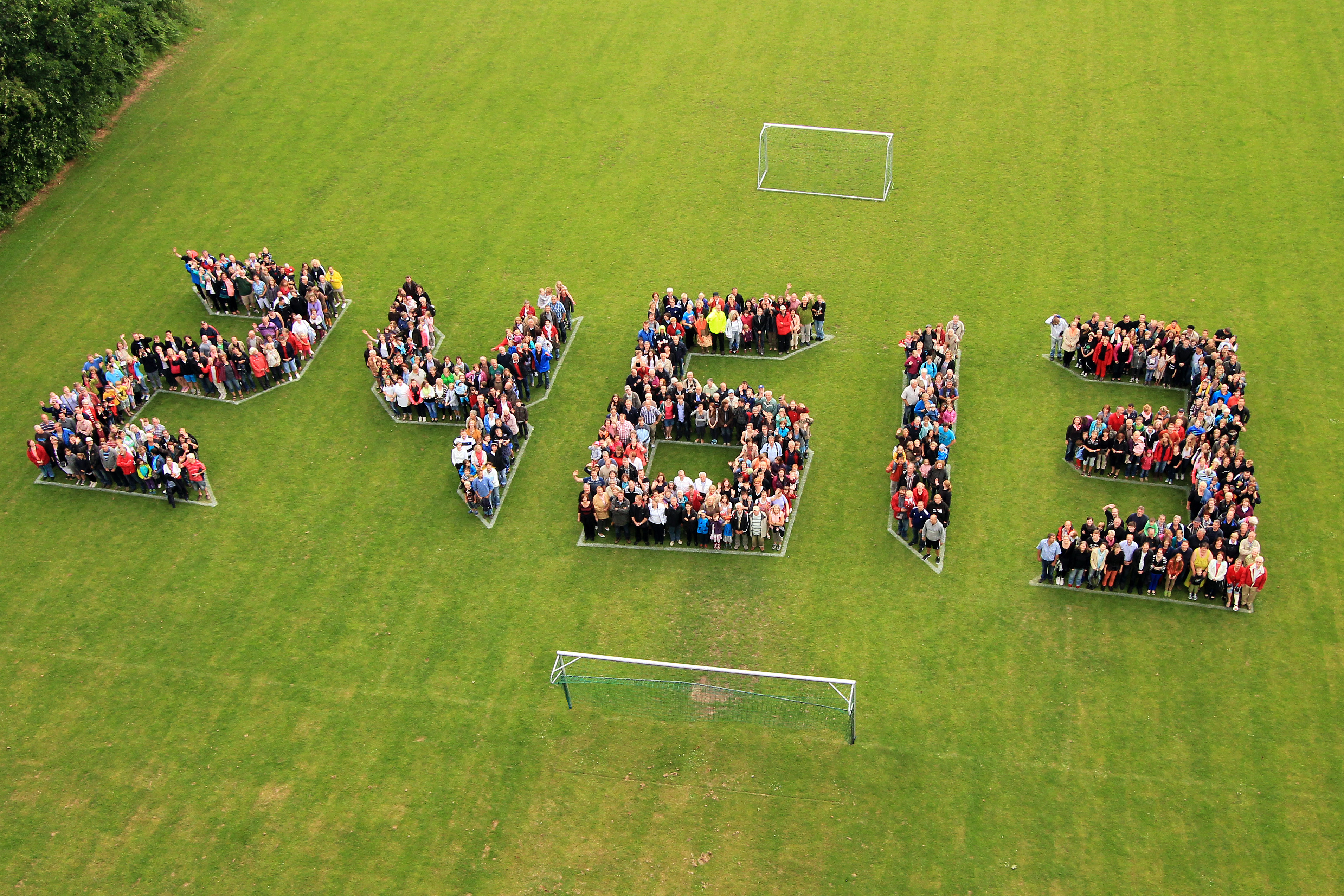
Auf dem Aukruger Postleitzahlenfest bildeten 650 Aukruger die angeblich größte menschliche Postleitzahl Schleswig-Holsteins

Nach der Einführung des 5-stelligen Systems wurde in einigen Gemeinden ein so genanntes Postleitzahlenfest gefeiert. Dafür wurde die örtliche Postleitzahl in ein fünfstelliges Datumsformat übertragen. So zum Beispiel:
- am 1. September 1998 in 01998 Klettwitz[46]
- am 25. Mai 1999 in 25599 Wewelsfleth[47]
- am 27. August 2004 in 27804 Berne[48]
- am 27. August 2009 in 27809 Lemwerder[49]
- am 24. Juni 2013 in 24613 Aukrug[50]
- am 24. August 2013 in 24813 Schülp b. Rendsburg[51]

#### Kuriosa
Der Gutsbezirk Reinhardswald im Landkreis Kassel ist flächenmäßig mit ca. 185 km² nur etwa ein Viertel kleiner als die größte hessische Stadt Frankfurt am Main, wurde aber bei der Vergabe der Postleitzahlen 1993 vergessen. Er hat genau zwei Einwohner, die ein Ausflugslokal neben der nur wenige Meter entfernt in Niedersachsen liegenden Tillyschanze betreiben. Beide Personen sind, da das Ausflugslokal noch in Hessen steht, beim Forstamt in Reinhardshagen gemeldet. Da es keine offizielle Postleitzahl für diesen Bezirk gibt, wurde im Fahrzeugschein des Wirts die 00000 als Postleitzahl eingetragen. Postsendungen an das Lokal und das Wirtspaar gingen regelmäßig als unzustellbar zurück, weshalb sich die Bewohner ein Postfach im Postamt des niedersächsischen Nachbarortes Hann. Münden zulegten. Erst 2015 konnte das Problem zum Teil gelöst werden, denn der Turm, der sich in Niedersachsen befindet, bekam die Adresse „Bierweg 1, 34346 Hann. Münden“.
Das Dorf Billmuthausen, damals Ortsteil von Bad Colberg, wurde 1977/78 vollständig geräumt und abgerissen, da es unmittelbar an der innerdeutschen Grenze auf DDR-Gebiet lag (vgl. Aktion Kornblume). Gleichwohl bestand der Ortsteil in DDR-amtlichen Verzeichnissen weiter fort. Nach der Wiedervereinigung wurde bei der Ausarbeitung des neuen Postleitzahlensystems offenbar nicht bemerkt, dass der Ort längst unbewohnt war, so dass auch dem damals bereits seit etwa 15 Jahren wüst liegenden Dorf eine Postleitzahl zugeteilt wurde: Es erschien mit dem Eintrag „98663 Billmuthausen“ im Postleitzahlenbuch der Auflage 1993. Da die Postleitzahl 98663 jedoch auch den anderen Ortsteilen der Stadt Bad Colberg-Heldburg zugewiesen wurde, war ihre Vergabe lediglich in Kombination mit dem Ortsnamen Billmuthausen unnötig.
| 07919 | Kirschkau                          | Langenbach                             |
| 14715 | Havelaue                           | Schollene                              |
| 17337 | Groß Luckow                        | Uckerland                              |
| 19273 | Bitter (Amt Neuhaus)               | Brahlstorf                             |
| 19357 | Dambeck                            | Karstädt, Brandenburg                  |
| 21039 | Börnsen                            | Hamburg                                |
| 22113 | Hamburg                            | Oststeinbek, Schleswig-Holstein        |
| 22145 | Braak                              | Hamburg                                |
| 34355 | Kassel, Hessen                     | Staufenberg (Niedersachsen)            |
| 37194 | Bodenfelde                         | Wahlsburg                              |
| 37217 | Nonnenholz                         | Witzenhausen                           |
| 63776 | Hüttelngesäß                       | Mömbris                                |
| 63925 | Brunnthal (Michelstadt)            | Laudenbach (Unterfranken)              |
| 63928 | Eichenbühl                         | Spritzenmühle                          |
| 65326 | Aarbergen                          | Sandersmühle                           |
| 65391 | Lorch (Rheingau), Hessen           | Sauerthal, Rheinland-Pfalz             |
| 69412 | Eberbach                           | Igelsbach (bei Eberbach)               |
| 69434 | Brombach (Eberbach)                | Hirschhorn (Neckar)                    |
| 74594 | Gumpenweiler (Schnelldorf), Bayern | Kreßberg                               |
| 74731 | Storchhof                          | Walldürn                               |
| 89081 | Seligweiler                        | Ulm                                    |
| 97896 | Ebenheider Hof                     | Freudenberg (Baden), Baden-Württemberg |

Mit der Bildung der Stadt Oberzent zum 1. Januar 2018 wurde die Postleitzahl 64754 der ehemaligen Gemeinde Hesseneck, von der aus auch das angrenzende Badisch-Schöllenbach versorgt wird, auf hessischer Seite durch 64760 abgelöst. Der kleine badische Ort nutzt die bisher länderübergreifende Postleitzahl 64754 seitdem alleine weiter.
Seit dem 1. Januar 2023 gehört die ehemalige Gemeinde Bromskirchen in Hessen an der Landesgrenze zu Nordrhein-Westfalen zur Gemeinde Allendorf (Eder). Dabei wurde auch die Postleitzahl von 59969 (Hallenberg in NRW) zu 35108 von Allendorf in Hessen gewechselt. Dies führte in der Folgezeit zu diversen Problemen, unter anderem mit der Postzustellung, Versicherern und Navigationsgeräten.

## Sonderregelungen

### Zollanschluss- und Zollausschlussgebiete
Obwohl die fünfstelligen Postleitzahlen allein für das deutsche Staatsgebiet entwickelt wurden, mussten, wie auch schon beim vierstelligen System, Ausnahmen berücksichtigt werden:

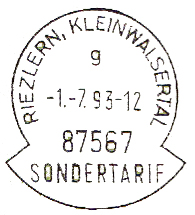
Österreichischer Wiegemesser-Poststempel mit deutscher Postleitzahl

- Das österreichische Kleinwalsertal im Bundesland Vorarlberg und die Gemeinde Jungholz in Tirol verfügen als Zollausschlussgebiete Österreichs bzw. Zollanschlussgebiete Deutschlands neben der am 1. Januar 1966 eingeführten österreichischen Postleitzahl zusätzlich über eine eigene deutsche Postleitzahl. Diese wurde seit der Einführung mit dem so genannten Wiegemesser-Poststempel von der Österreichischen Post ausschließlich für Sendungen nach Deutschland verwendet.[58] Seit November 2005 werden Postsendungen aus dem Kleinwalsertal und Jungholz nach Deutschland nur noch über den österreichischen Auslandsposttarif befördert.[59] Die Postleitzahlen lauten:

| Ortsname   | Österreich | Deutschland | Deutschland (bis 30. Juni 1993) |
| ---------- | ---------- | ----------- | ------------------------------- |
| Jungholz   | 6691       | 87491       | 8965                            |
| Riezlern   | 6991       | 87567       | 8984                            |
| Hirschegg  | 6992       | 87568       | 8985                            |
| Mittelberg | 6993       | 87569       | 8986                            |

- Die Gemeinde Büsingen am Hochrhein, eine deutsche Exklave in der Schweiz, aus deutscher Sicht ein Zollausschluss- und aus schweizerischer Sicht ein Zollanschlussgebiet, hat neben der deutschen auch eine schweizerische Postleitzahl.

| Ortsname              | Schweiz (seit 1987) | Deutschland | Deutschland (bis 30. Juni 1993) |
| --------------------- | ------------------- | ----------- | ------------------------------- |
| Büsingen am Hochrhein | 8238                | 78266       | 7701                            |

- Der Verenahof war bis 1967 eine weitere deutsche Exklave in der Schweiz; er gehörte zur deutschen Gemeinde Wiechs am Randen und hatte deren Postleitzahl. Durch einen Staatsvertrag kam er 1967 an die Schweiz und wurde der Gemeinde Büttenhardt eingegliedert, deren Postleitzahl er auch erhielt.
- Helgoland ist zwar Zollausschlussgebiet und unterliegt daher bei der Abfertigung von Postsendungen besonderen Regelungen, war jedoch seit Beginn der Einführung von Postleitzahlen vollständig integriert. Besondere Tarife gibt es, wie auch zu den meisten anderen Inseln in der Deutschen Bucht, nur für Pakete.

### Feldpost
Von dieser organisatorischen Regelung sind die Postleitzahlen der Feldpost ausgenommen. Ursprünglich waren deren Leitzahlen willkürlich angeordnet, um im Ernstfall den Standort einer Einheit zu verschleiern. Aufgrund des Endes des Kalten Krieges war dies aber unnötig geworden. Dennoch benutzte die Feldpost bis 2004 ein eigenes Nummernsystem. Beispielhaft hier der Stempel der Feldpostleitstelle in Darmstadt. Die Leitzahl 6700 ist willkürlich gewählt und stand in keinem Zusammenhang mit den Postleitzahlen der Städte Darmstadt (damals 6100) oder Ludwigshafen am Rhein, welche damals die 6700 hatte. Weitere Beispiele sind „731 Feldpost e“ (Feldpostamt Prizren-Airfield) und „730 Feldpost b“.

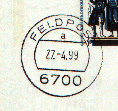
Feldpoststempel der Feldpostleitstelle Darmstadt

Seit dem 1. Januar 2005 hat aber auch die Feldpost auf ein geordnetes System umgestellt, so dass seither aus der Feldpostnummer auf den Einsatz geschlossen werden kann. So gilt seit diesem Datum:
- Ohne Nummer: Sonderfeldpostämter in Deutschland (zum Beispiel Kieler Woche)
- 1111: Sonderfeldpostamt zum Tag der offenen Tür im Verteidigungsministerium
- 6400–6409: Feldpostleitstelle Darmstadt
- 6410–6419: EUFOR-Einsatz Bosnien und Herzegowina
- 6420–6429: KFOR-Einsatz Kosovo
- 6430–6439: ISAF-Einsatz Afghanistan
- 6490a: EUFOR-Einsatz DR Kongo, Feldpostamt Libreville, Gabun
- 6490b: EUFOR-Einsatz DR Kongo, Feldpostamt Kinshasa, DR Kongo

## Veröffentlichungen
Das bekannteste Werk zur Veröffentlichung der Postleitzahlen dürfte das Postleitzahlenbuch sein. Daneben war das Postwesen in Deutschland bis 1995 staatlich geregelt und unterstand dem Bundesministerium für Post und Telekommunikation und dessen Vorgängerorganisationen; demzufolge wurden Änderungen im jeweiligen Amtsblatt veröffentlicht.

### Amtliche Werke

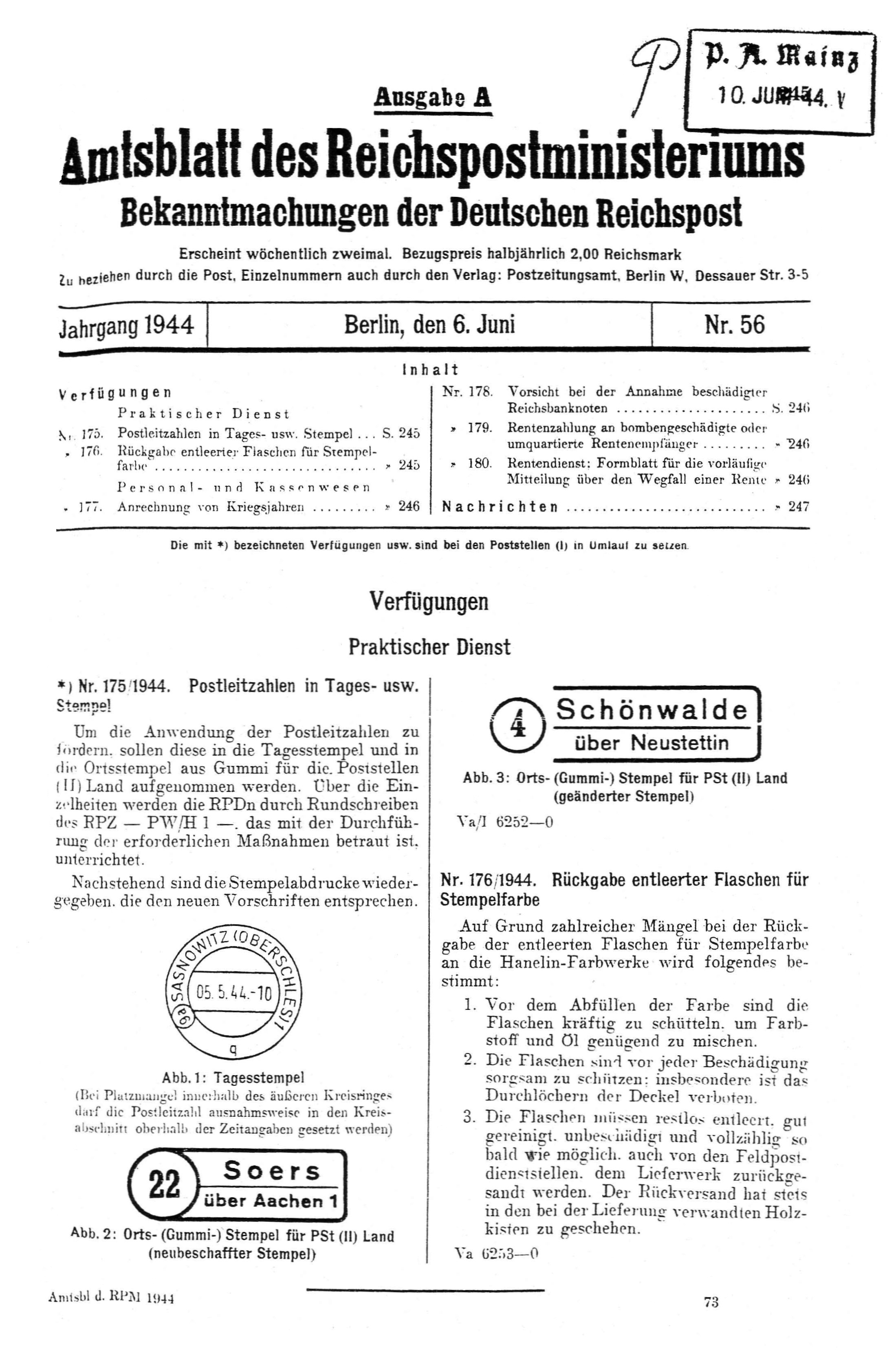
Amtsblatt des Reichspostministeriums vom 6. Juni 1944, in der die Verfügung zur Einführung der Postleitzahlen in den Tages- und so weiter Stempeln zu erfolgen hatte.

Den Beginn der Amtlichen Werke stellt das Verzeichnis der Postämter des Reichspostgebiets mit Angabe der Postleitzahl dar, welches im Juli 1944 vom Reichspostministerium in Berlin herausgegeben wurde, einen Monat zuvor wurde bereits verfügt, die Postleitzahlen in den Stempeln einzusetzen.
In der DDR gab es die Amtsblätter der Zentralverwaltung für das Post- und Fernmeldewesen und der Hauptverwaltung für Post und Fernmeldewesen der Deutschen Wirtschaftskommission für die sowjetische Besatzungszone sowie des Ministeriums für Post- und Fernmeldewesen (MPF) der DDR der Jahrgänge 1947 bis 1953 sowie die Verfügungen und Mitteilungen des MPF der Jahrgänge 1953 bis 1990. Anordnung über den Postdienst – Postordnung:
- 3. April 1959, GBl. der DDR Teil I, Nr. 27
- 29. November 1966, GBl. der DDR Teil II, Nr. 157
- 21. November 1974, GBl. der DDR Teil I, Nr. 13
- 28. Februar 1986, GBl. der DDR, Teil I, Nr. 8
- 31. August 1990, Nr. 3
- 24. September 1990, Verfügung Nr. 181/1990, Nr. 12

Die (postalische) Wiedervereinigung wurde im Vertrag zwischen der DDR und der Bundesrepublik Deutschland über die Herstellung der Einheit Deutschlands – Einigungsvertrag – vom 31. August 1990, Anlage I, Kapitel XIII, Sachgebiet B: Postwesen. GBl. der DDR, Teil I, Nr. 64 (S. 1860) geregelt.
In der alten Bundesrepublik und nach der Wiedervereinigung gab es das Amtsblatt der Deutschen Bundespost Postdienst. Diese konnten beim Verlagspostamt in Köln im vierteljährlichen Abonnement kostenpflichtig bezogen werden.

### Postleitzahlenbücher

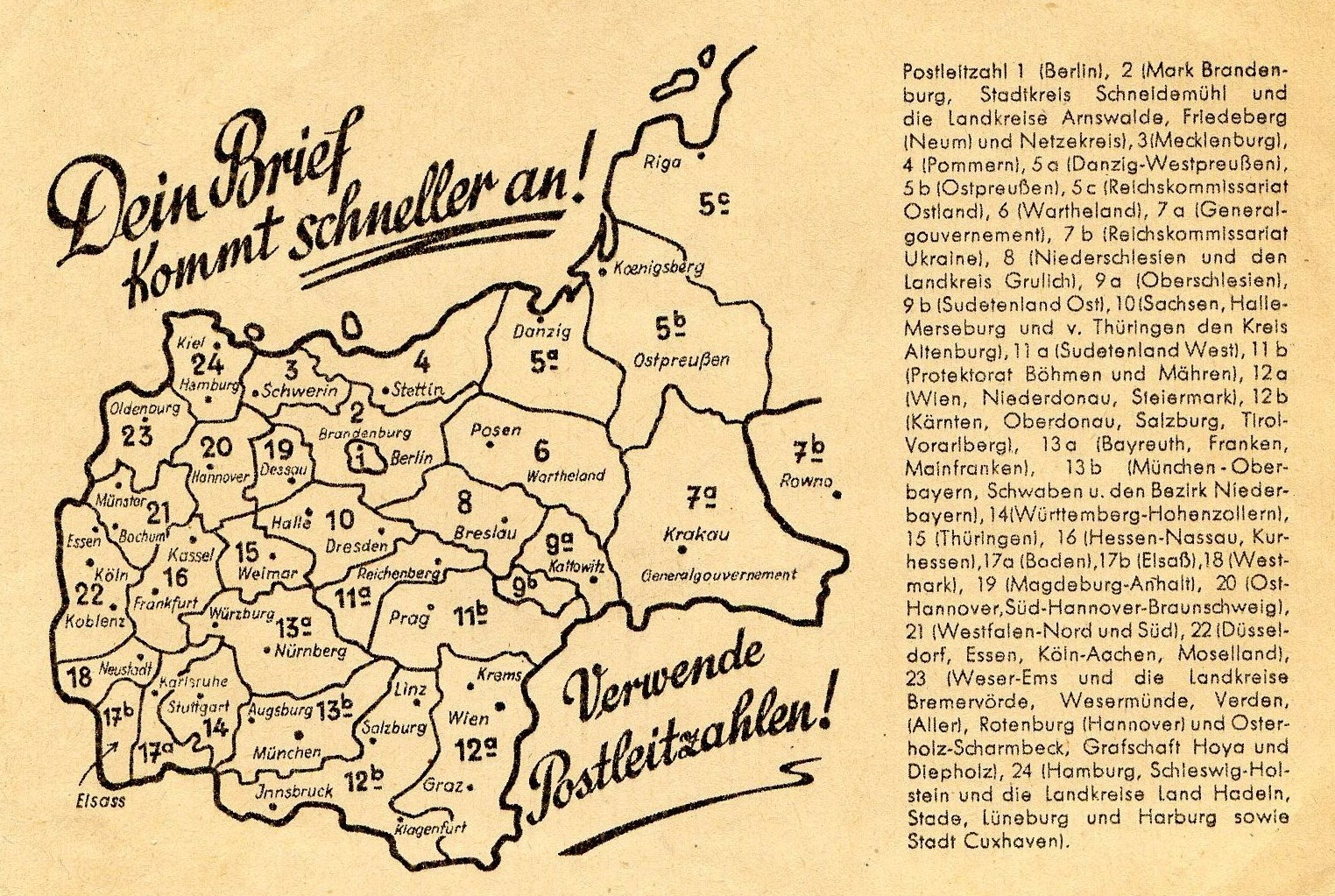
Werbung auf der Rückseite der Feldpost-Faltbriefe ab 1943

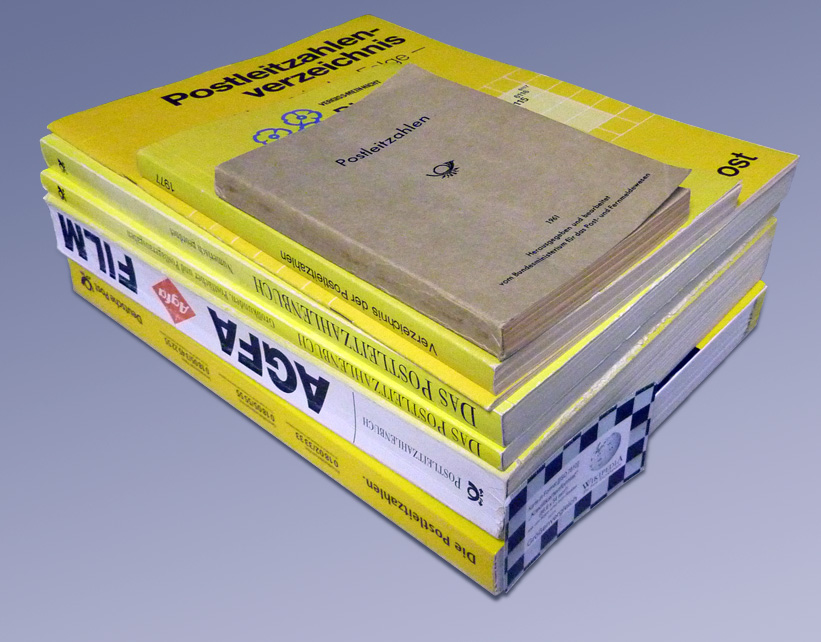
Die Postleitzahlenbücher wurden von 1961 bis 2005 immer größer und umfangreicher

Mit Einführung der Postleitzahlen wurde es notwendig, entsprechende Bücher und Landkarten zu veröffentlichen, in denen die Regionen abgebildet und die entsprechenden Orte mit den dazugehörigen Postleitzahlen stehen. Bei der Einführung der Postleitzahlen in den 1940er Jahren, mit insgesamt 24 Postleitgebieten, verfügte jeweils ein recht großes Gebiet über nur eine einzige Postleitzahl. Damit reichte im Prinzip eine Übersichtskarte für den Absender aus, vorausgesetzt er konnte den Empfangsort ungefähr geografisch zuordnen. Das Verzeichnis der Postämter des Reichspostgebiets mit Angabe der Postleitzahl hatte 64 Seiten, wurde im Juli 1944 vom Reichspostministerium herausgegeben und kostete 10 Reichspfennig.
Mit Einführung der vierstelligen Systeme in den 1960er Jahren, in der alle Postorte eine eigene Postleitzahl erhielten, wurde es notwendig, Postleitzahlenbücher zu veröffentlichen.
Das erste Postleitzahlenbuch der Bundespost wurde 1961 vom zuständigen Bundesministerium herausgegeben und an alle Haushalte kostenlos verteilt. Das Nachschlagewerk hatte insgesamt 368 Seiten, die ersten vier enthielten ein Vorwort des Ministers sowie Vorbemerkungen zur Benutzung des Buches. Auf den letzten sieben Seiten war Platz für die Unterbringung eigener wichtiger Adressen sowie Musteranschriften.
Bereits 1966 wurde ein Postleitzahlenbuch (Die Postleitzahl) mit den Postleitzahlen der Bundesrepublik und der DDR – gemeinsam sind die Postzustellorte nach dem Alphabet geordnet (den Postleitzahlen der DDR wurde ein „x“ vorangestellt) im Format doppelt so groß wie die Ausgabe 1961 mit gelber Umschlagseite herausgegeben. Vor dem Verzeichnis ist ein Übersichtbild (Bundesrepublik u. DDR) der Leiteinheiten im Bereich der deutschen Postverwaltungen vorhanden. Diverse Postzustellortsänderungen sind berücksichtigt. Die Anlage 1 enthält ein Abkürzungsverzeichnis von Ortsnamen (Großstädte), die Anlage 2 Postleitzahlen von Frankreich, der Schweiz u. Liechtenstein sowie von Österreich.
Eine weitere Ausgabe wurde 1977 herausgegeben, dieses Buch war vom Format doppelt so groß wie die Ausgabe von 1961. Neben zahlreichen Änderungen enthielt dieses Buch auch die Postleitzahlen der DDR. Im Anhang waren auch einige ausgewählte Postleitzahlen von Orten aus den Nachbarländern (Frankreich, Schweiz, Österreich) verzeichnet. Auf den Umschlaginnenseiten sowie zwischen den einzelnen Verzeichnissen befand sich Posteigenwerbung, nur die Umschlagsrückseite enthielt Fremdwerbung für einen Direktwerbeanbieter.
Im Jahr 1979 wurde ein numerisches Verzeichnis der Postleitzahlen im Verwaltungsbereich der Deutschen Bundespost herausgegeben. Die Daten stammen vom März 1979. Die Postleitzahlen der DDR wurden nicht erfasst.
In der DDR gab die Deutsche Post im Jahre 1964 vor der Einführung des vierstelligen Systems ebenfalls ein Postleitzahlenbuch heraus. Mit der Anpassung der Postleitzahlen an die elektronische Datenverarbeitung wurde 1978 ein neues Postleitzahlenverzeichnis herausgegeben. Anders als die Ausgabe von 1964 erhielt dieses Verzeichnis auch Ortsteile und Wohnplätze ohne eigene Post. Das Postleitzahlenverzeichnis wurde 1984 und 1989 erneut aufgelegt.
Mit Einführung der fünfstelligen Postleitzahl im wiedervereinigten Deutschland 1993 wurden 40 Millionen Postleitzahlenbücher hergestellt, welche ebenfalls wie die Ausgabe von 1961 kostenlos an die Haushalte (pro Haushalt ein Exemplar) verteilt wurden. Um die Kosten von damals rund 120 Millionen DM (inflationsbedingt 2010 rund 108 Millionen Euro) zu senken, enthielt das 994 Seiten starke Werk 37 ganzseitige Werbeanzeigen zu je 640.000 DM. Die Werbeanzeige auf der Umschlagrückseite kostete 1,017 Millionen DM. Auch der Buchrücken enthielt zu 3/4 einen Werbeaufdruck. Weitere Exemplare, ob alphabetisch oder numerisch geordnet, konnten zum Stückpreis von 10 DM gekauft werden. Daneben bot die Bundespost auch Postleitzahlenkarten im Format A0 für 5 DM, eine CD-ROM für 200 DM (mit der erstmals auch eine Umkreissuche möglich war), Microfiches für je 5 DM (alphabetisch, numerisch, Übersichtskarten) an. Zusätzlich konnten Unternehmen über die Deutsche Postreklame GmbH Disketten und Magnetbänder bestellen sowie spezielle Wünsche äußern. Auch im Bildschirmtextsystem und Datex-J konnten Postleitzahlen unter *2300010# oder *plz# abgefragt werden.
Die zweite Auflage des fünfstelligen Postleitzahlenbuches wurde 2005 herausgebracht und enthielt über 63.000 Änderungen sowie 2.839 neue Postleitzahlen. Neben dem Ortsverzeichnis enthält das Werk auch das Straßenverzeichnis für die 209 Orte und Städte, die über mehrere Postleitzahlen verfügen. Den Abschluss in dem Buch bilden die beiden Verzeichnisse der Großempfänger und Packstationen. Im Gegensatz zum Vorgänger wurde dieses nicht kostenlos verteilt, sondern für 6,95 Euro verkauft, und hatte eine Auflage von 1,6 Millionen Stück.
Die Onlinesuche unter www.deutschepost.de/plzsuche (und 2025 auch www.postdirekt.de/plzserver/) ist seit 2006 im Web und wurde am 10. Mai 2010 in vollständig überarbeiteter Form neu geschaltet. Erstmals integriert ist eine kartografische Sicht auf die Postleitzahl in einer dynamischen Landkarte. Auch bietet die Deutsche Post AG erstmals die Möglichkeit, die PLZ-Suche als kostenlosen Service auf eigenen Homepages einzusetzen.